# Perseverance
Perseverance (česky Vytrvalost) je vozítko („rover“), které je součástí mise Mars 2020 americké agentury NASA. Vynesení do vesmíru zajistila raketa Atlas V 541 z floridského Mysu Canaveral. Start se uskutečnil 30. července 2020, k Marsu pak kapsle s vozítkem doputovala 17. února 2021 a rover úspěšně přistál 18. února 2021 v kráteru Jezero. Sondu vyrobila kalifornská NASA Jet Propulsion Laboratory (JPL), která ji zároveň ovládá ze svého řídicího střediska. Cena vozítka je odhadnutá na 2,8 miliardy amerických dolarů, další náklady projektu pak na 1,8 miliardy dolarů. Mise měla původně trvat jeden marťanský rok, což je přibližně 687 pozemských dní (1 rok a 322 dní), byla ovšem prodloužena a v současnosti (13. srpen 2025) trvá 1637 pozemských dní (4 roky a 176 dní).
Vozítko odebírá vzorky hornin, testuje technologie nutné pro kolonizaci Marsu a zkoumá atmosféru a počasí na Marsu. Perseverance je zároveň prvním článkem plánovaného projektu návratu vzorků z Marsu zpět na Zemi. Tento plán však byl velmi kritizován hlavně pro hrozbu zavlečení potenciálně nebezpečných bakterií nebo virů, které se vzorcích mohou nacházet. NASA a další organizace tuto kritiku odmítají, protože díky vesmírnému zákonu platí jasná pravidla pro návrat vzorků z jiných vesmírných těles.
Perseverance má téměř totožný vzhled jako jeho předchůdce, vozítko Curiosity, které na Marsu pracuje od srpna 2012. Nese sedm vědeckých přístrojů, které zkoumají geologii Marsu, a to zejména v kráteru Jezero, kde vozítko přistálo. Dále nese 23 kamer a dva mikrofony. Vozítko váží celkem 1025 kg. Vozítko vezlo také autonomní minivrtulník Ingenuity (česky Důmyslnost nebo Vynalézavost), který pomáhal roveru hledat zajímavá místa k prozkoumání a testoval technologie nutné k létání na Marsu. Jde o první stroj, který se na jiné planetě odlepil od povrchu. První let se uskutečnil 19. dubna 2021 od 09:31 SELČ, kdy vědci začali od vrtulníku přijímat první letová data. Mise vrtulníku byla ukončena 25. ledna 2024 po zjištění poškození jedné z vrtulí, celkem bylo uskutečněno 72 letů.
Vozítko na Mars, jako na první jinou planetu, dopravilo i trackovatelný kód pro hru geocaching. Na vozítku se nachází také grafika Aeskulapovy hole, evoluce lidstva a také ostatních roverů NASA, které operují, nebo operovaly, na Marsu. Stejně jako u předchozích misí roverů bylo vyrobeno další vozítko, které zůstalo na Zemi a nese označení OPTIMISM – Operational Perseverance Twin for Integration of Mechanisms and Instruments Sent to Mars. Slouží jako pozemní zkušebna pro vozítko Perseverance.

## Výzkum
Vozítko má čtyři hlavní úkoly:
- Výzkum geologie Marsu
- Astrobiologický výzkum Marsu
- Sesbírání vzorků hornin
- Příprava pro pilotované mise

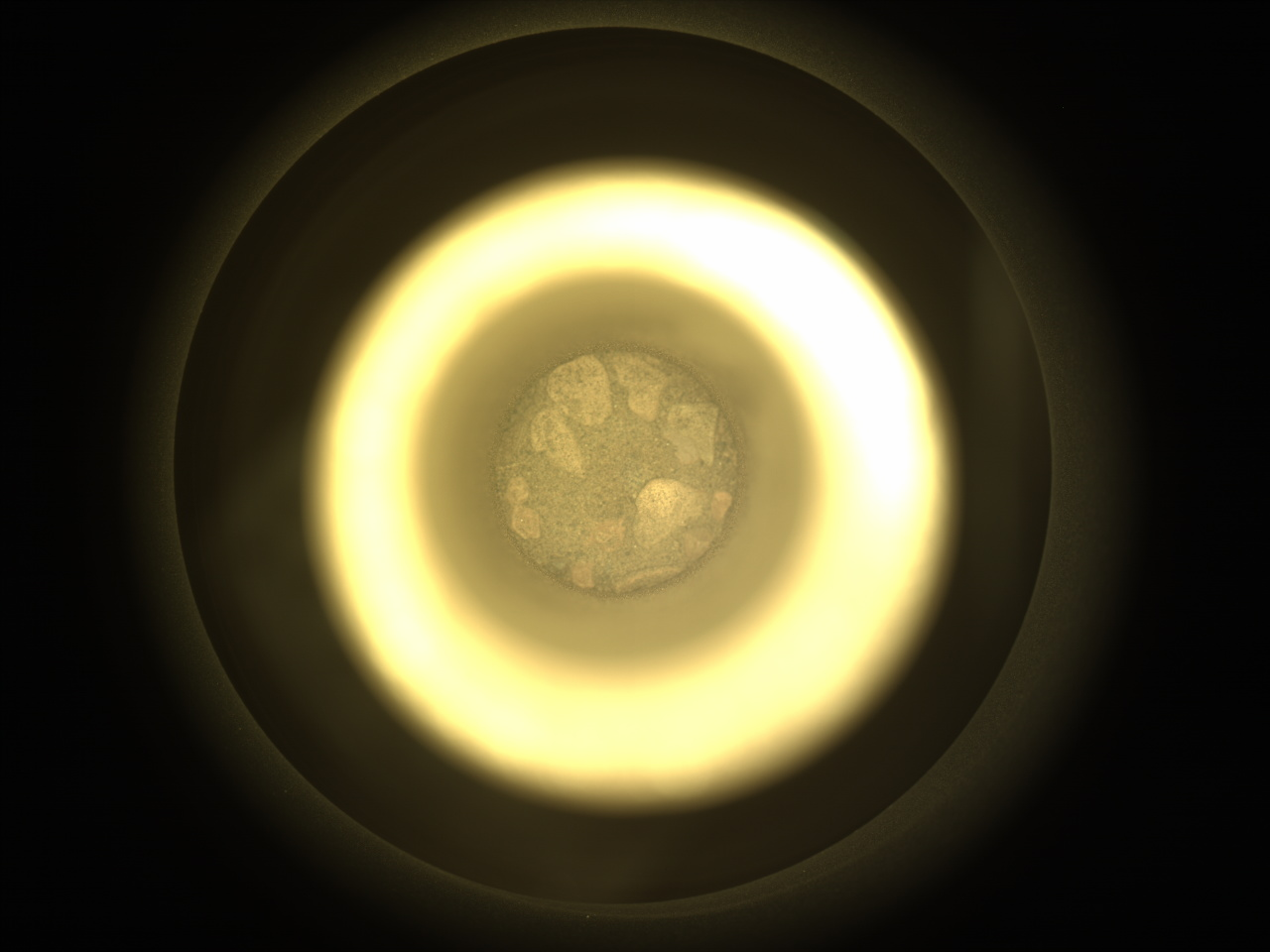
První vzorek odebraný roverem Perseverance, regolit z Atmo Mountain

Součástí mise je i meteorologický výzkum Marsu.

### Geologie

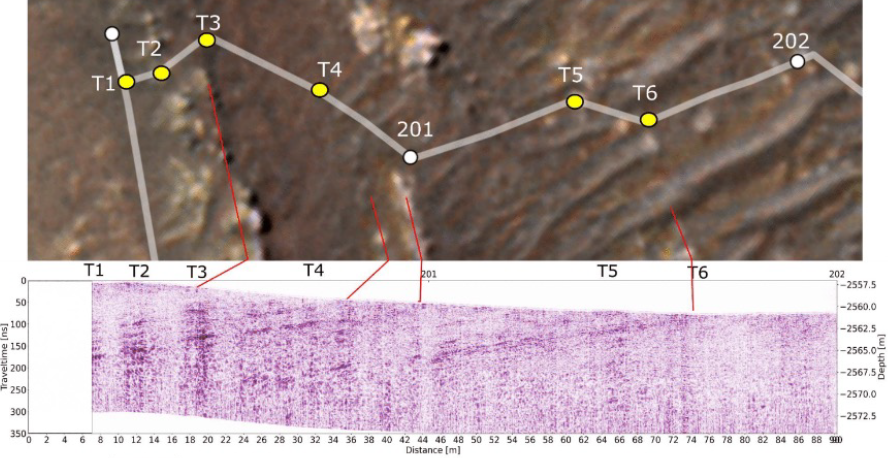
RIMFAX "radargram" z cesty do Jižního Séítahu. Radar nahlíží na podpovrchové uspořádání vrstev na Marsu. Červené čáry ukazují na místa, kde dochází k odrazům radarového signálu od materiálů odolných vůči erozi. Snímek povrchu byl pořízen HiRISE na MRO

Rover Perseverance zkoumá složení hornin na Marsu. Cílem je ověřit, zda v oblasti byla kapalná voda a dále prozkoumat složení hornin na Marsu.

#### Výzkum krajiny

Oblast na dně kráteru Jezero pojmenovaná Citadelle. Právě v této oblasti Perseverance odebralo dva vzorky pojmenované Rochette

Rover na Zemi odesílá snímky krajiny Marsu, které jsou poté zpracovány.

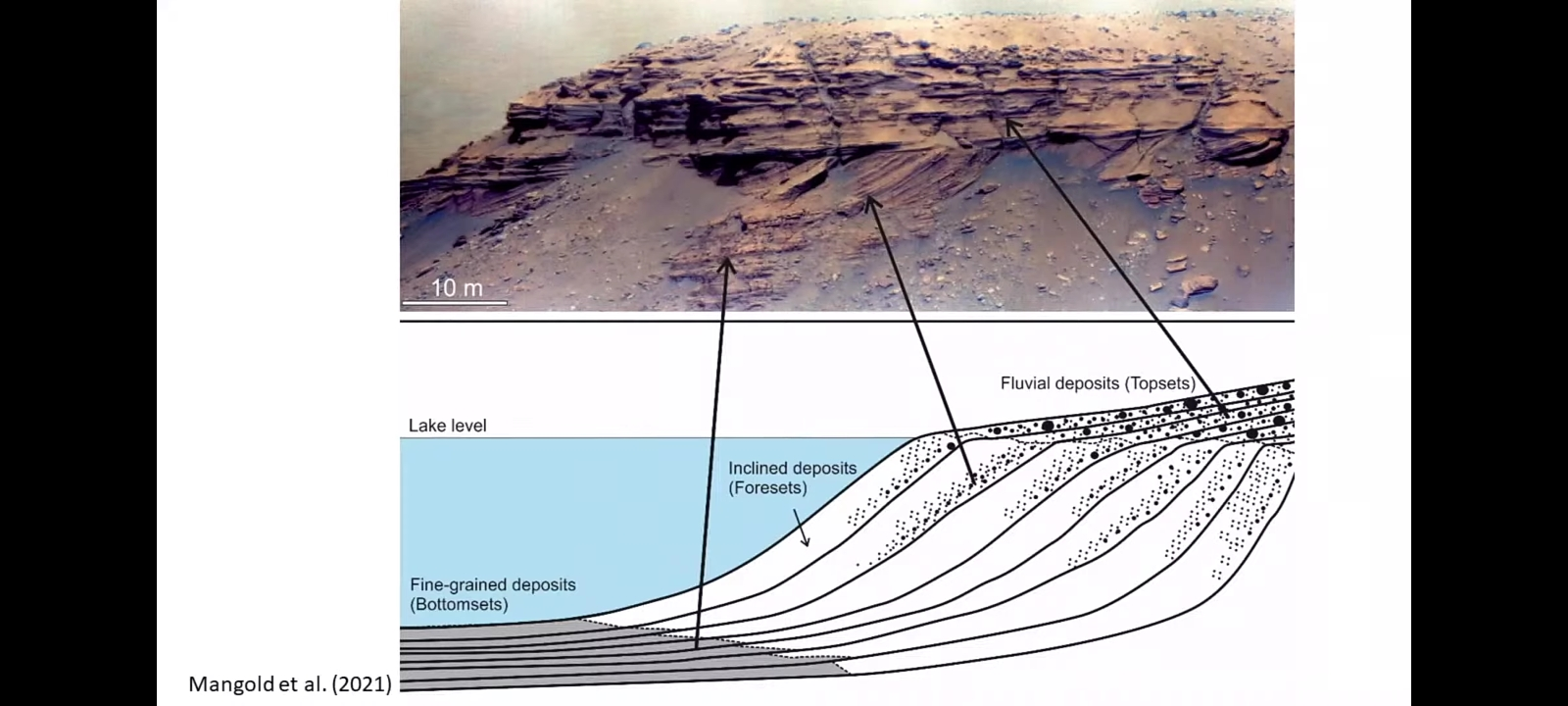
Tvar okrajů kráteru, důkaz existence vody. Níže srovnání s břehy vodních ploch na Zemi

Díky obrázkům pak vědci mohou určit například geologickou minulost Marsu. Na výroční tiskové konferenci byl prezentován snímek dokazující existenci vodní plochy v kráteru Jezero.
128. sol mise totiž rover odeslal fotografii, která zachycovala dva kameny sopečného původu na nezpevněném, nejspíše usazeninovém, podkladu. Dva vyvřelé balvany vznikly pravděpodobně rychlým ochlazením roztavené horniny, k čemuž došlo patrně dopadem do vodní plochy. Písečný podklad je nejspíše eolickou usazeninou. Podobné usazeniny se nacházejí také v Národním památníku Yardangs v Novém Mexiku.

### Astrobiologie
Perseverance zkoumá, zda se v minulosti mohl na Marsu nacházet život. Z toho důvodu byl vybrán kráter Jezero, který byl pravděpodobně před 3,6 miliardami let vyplněn vodou. Podle poznatků získaných ze vzorků z delty řeky Mississippi je v sedimentech kráteru Jezero šance na zachování biologické hmoty vyšší, než v ostatních horninách.

### Sbírání vzorků
Rover má za úkol sesbírat vzorky určené pro návrat na Zemi a uložit je na určené místo, odkud budou vyzvednuty pro návrat na Zemi.
Ke dni 26. října 2024 bylo celkem sesbíráno do zkumavek 23 vzorků hornin (celkem má rover 38 zkumavek). Celkem 8 % z nich byly vzorky regolitu, 4 % atmosférické a 88 % pak vzorky pevné skály. Více než jeden vzorek pocházely z lokalit Artuby Ridge (2), kráteru Octavie E. Butlerové, místa přistání roveru, (2) dále pak lokalit Margin Unit (3), Upper Fan (3), Jižní Séítah (4), a čela delty kráteru Jezero (9). 16 vzorků bylo uloženo ve vozítku, zbylých 9 v místech, odkud budou vzorky vyzvednuty v rámci mise Mars Sample Return. Vzorky jsou buď vyvřelé (vzorky 2 až 9) nebo usazené (10 až 16, 19 až 23, 25), vzorek 24 uhličitanový. Vzorky 17 a 18 jsou pak smíšené.
Ze vzorků z lokality Jižní Séítah vědci usoudili, že kráter Jezero byl zformován jako hlubinná vyvřelina, která v důsledku eroze vystoupila na povrch.
Cílem odběrů vzorků je především přinést poznatky o původu kráteru Jezero a také umožnit přesun vzorků v rámci mise Mars Sample Return. Tato snaha byla kritizována pro hrozbu zavlečení neznámých mikrobů na planetu Zemi. NASA však tuto kritiku odmítá, protože přijala řadu bezpečnostních opatření dvojího typu (forward a backward). Cílem prvního typu opatření je neinfikovat povrch Marsu pozemskými mikroby. Z toho důvodu byl rover vyvíjen v extrémně čistém prostředí. Úkolem zpětné ochrany (backward) je pak zabránit zavlečení mimozemských mikrobů na Zemi. Součástí této ochrany je například speciální konstrukce štítu návratového modulu Mars Sample Return. Laboratoře, v nichž bude výzkum těchto vzorků probíhat pak mají stejně přísná pravidla bezpečnosti, jako laboratoře pracující s nebezpečnými patogeny (zabezpečení BSL-4).

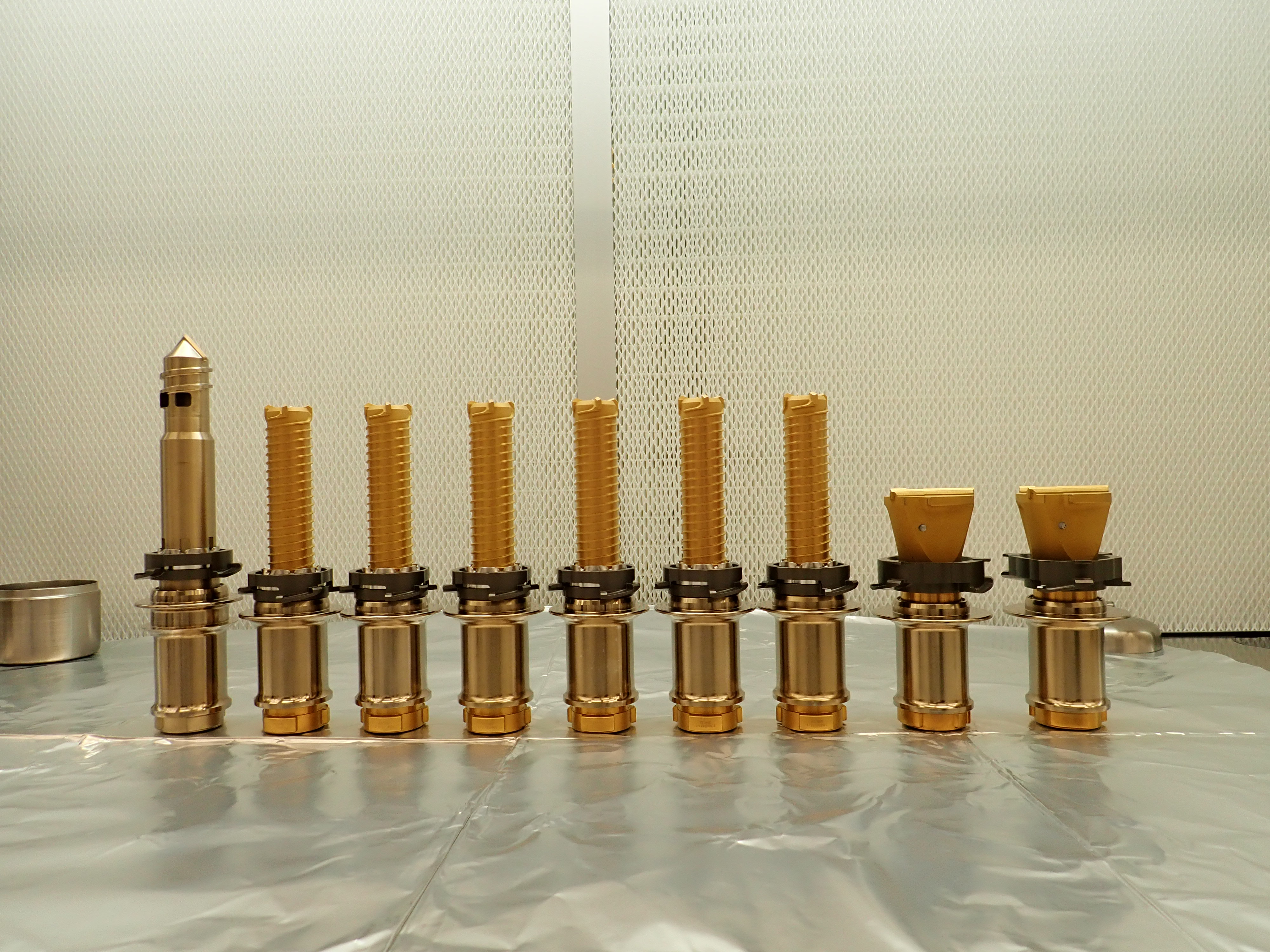
Vrtáky pro odběr vzorků vozítka Perseverance: Špičatý vrták se dvěma okénky (vlevo) je vrták do regolitu, dva kratší vrtáky (vpravo) jsou abrazivní nástroje, ostatní (uprostřed) jsou vrtáky do hornin

### Příprava pro pilotované mise a testy technologií
Perseverance má otestovat výrobu kyslíku na Marsu (zařízení MOXIE), zjišťovat informace o dopadech prachu na zařízení, a díky senzorům na tepelném štítu při sestupu atmosférou také náročnost na ochranné materiály tepelných štítů pilotovaných misí.
Součástí mise je technologická premiéra vrtulníku Ingenuity, prvního létajícího objektu na jiné planetě.
Perseverance na Marsu otestovala technologií MOXIE, tedy proces výroby kyslíku z atmosférického CO2. Tento proces by mohl být v budoucnu užitečný, neboť by se okysličovadlo, potřebné v raketách, mohlo v případě startů z Marsu vyrábět přímo na místě a nemuselo by být dovezeno ze Země. Dále je proces užitečný také jako zdroj dýchatelného kyslíku.
Na kalibračním terči zařízení SHERLOC se také nachází polykarbonát používaný pro výrobu přileb a 4 materiály skafandrů. Tyto materiály mají být v rámci mise vystaveny prostředí Marsu a přinést poznatky o tom, který materiál je v extrémním prostředí nejodolnější.

### Počasí
Počasí na Marsu zaznamenává meteostanice MEDA. V rámci výzkumu počasí došlo také k pozorování takzvaných rarášků, malých písečných vírů typických zanecháváním stop v prašném povrchu. Zařízení MEDA také zaznamenává teplotu, radioaktivitu, atmosférický tlak nebo vlhkost. Senzor vlhkosti vyrobil Finský meteorologický institut, ostatní senzory španělští vědci z vědeckého pracoviště Instituto Nacional de Técnica Aeroespacial v Madridu.
Výsledky měření jsou denně aktualizovány na webových stránkách NASA.
| Datum          | Maximální teplota | Minimální teplota | Atmosférický tlak |
| -------------- | ----------------- | ----------------- | ----------------- |
| 1. května 2021 | −22 °C            | −80 °C            | 753,1 Pa          |
| 2. května 2021 | −25 °C            | −79 °C            | 752,2 Pa          |
| 3. května 2021 | −25 °C            | −79 °C            | 753,5 Pa          |
| 4. května 2021 | −24 °C            | −81 °C            | 753,5 Pa          |
| 5. května 2021 | −22 °C            | −81 °C            | 753 Pa            |
| 6. května 2021 | −22 °C            | −81 °C            | 752,4 Pa          |
| 7. května 2021 | −22 °C            | −80 °C            | 752,8 Pa          |

## Technologie

### Technické parametry
Vozítko je 3 metry dlouhé, 2,7 metru široké a 2,2 metru vysoké. Vozítko má hmotnost 1024 kilogramů, což je o 14 % více, než u jeho předchůdce, roveru Curiosity. Tento rozdíl je způsoben novou konstrukcí kol, těžšími přístroji a novým systémem pro odběr a uložení vzorků. Rover má robotické rameno dlouhé 2,1 metru.

### Počítačový modul
Počítačová jednotka se nazývá RCE (z anglického Rover Compute Element). Hlavním procesorem na vozítka je RAD750 od BAE Systems, který vychází z architektury mikroprocesorů PowerPC 750. Frekvence, na kterou lze RAD750 nataktovat, je až 200 MHz. Vozítko má k dispozici 2 GB paměti Flash, 256 MB paměti DRAM a 256 kB paměti EEPROM. Rover má dvě počítačové jednotky, přičemž jedna funguje za standardních okolností a druhá se zapíná pouze v případě poruchy první. Rover zpracovává také data o stavu roveru (nabití baterie, výkon reaktoru) a vyhodnocuje informace z Inertial Measurement Unit (IMU), jednotky určující polohu roveru ve 3 osách.
Letový software běží na RTOS VxWorks.

### Komunikace
Rover je vybaven trojicí antén pro komunikaci. Nejčastěji je používaná anténa, která komunikuje v pásmu ultrakrátkých vln (UKV), která je laděna přibližně na 400 MHz. Ta slouží pro komunikaci s družicemi na oběžné dráze Marsu. Rychlost dat, která přenáší přes UKV může být až 2 Mbit/s mezi roverem a družicemi. Další anténou je anténa s vysokým ziskem v pásmu X (7 až 8 GHz). Tato anténa je směrovatelná a slouží pro přímou komunikaci se Zemí. Nachází se na zadní levé straně roveru. Umožňuje komunikovat rychlostí až 800 b/s do sítě Deep Space Network nebo přijímat až 3 000 b/s z této sítě. Pro vysílání dat může také posloužit všesměrová anténa v pásmu X s nízkým ziskem, která se používá spíše pro příjem dat prostřednictvím sítě Deep Space Network.
Vozítko komunikuje se Zemí nepřímo přes satelity Mars Relay Network (Mars Reconnaissance Orbiter, Mars Odyssey a MAVEN vypuštěné NASA a ExoMars TGO a Mars Express evropské agentury ESA), umístěné na oběžné dráze Marsu. Signál z těchto satelitů pak na Zemi přijímá zmiňovaná Deep Space Network. Zpoždění 21. 9. 2022 činilo přibližně sedm minut.

### Pohyb
Vozítko je poháněno radioizotopovým termoelektrickým generátorem INL Multi-Mission, u vozítka tedy nenastane problém se solárními panely, které mohou být zasypány pískem při prachových bouřích. Zdroj energie je zkráceně nazýván MMRTG. Nachází se v zadní části vozítka. Funguje díky rozpadu oxidu plutoničitého, čímž vzniká potřebné teplo. V počátku je výkon 110 wattů, ovšem v průběhu času se bude výkon snižovat (přibližně o jednotky procent ročně). Celková hmotnost je cca 45 kilogramů, napájecí systém pak váží přibližně 4,8 kg. Šířka zařízení je přibližně 64 cm, délka pak 66 centimetrů. Případné výkyvy ve výkonu a spotřebě vyrovnávají dvě lithium-iontové baterie. Bezpečnost při startu mise byla zajištěna několika vrstvami ochranných materiálů i struktuře paliva, která se podobá keramice.
Uchycení kol a rám kol jsou vyrobeny z titanových trubek. Postup výroby byl stejný jako při výrobě rámů horských kol. Samotná kola jsou vyrobena z hliníku, přičemž některé součástky jsou titanové. Průměr kol je 52,5 cm. Vozítko disponuje diferenciálem. Maximální překážka, kterou bez úhony překoná, může být vysoká 40 cm. Maximální sklon, po kterém může vozítko bezpečně jet, je 45°, avšak při plánování tras se vědci snaží takto prudkým kopcům vyhnout a maximální sklon je 30°.
Maximální rychlost vozítka je 4,2 cm/s, což je v přepočtu 150 metrů za hodinu. Spotřeba elektromotorů je 200 W. Rover Perseverance je vybaven navigačním systémem AutoNav, který mu usnadňuje cestu po povrchu. AutoNav vytváří 3D mapy terénu v němž se vozítko nachází a detekuje možná nebezpečí do nichž by se mohlo vozítko dostat, slouží k plánování trasy roveru tak, aby se vozítko mohlo vyhnout překážkám. Vozítko se tak nemusí spoléhat pouze na ovládání ze země a pohybuje se částečně autonomně. Oproti předchozímu systému AutoNav u roveru Curiosity má nový systém řadu výhod, například dokáže vyhodnocovat obraz v reálném čase. Rover se tak může pohybovat rychleji.

### Nástroje

#### Robotická paže
Celková délka robotické paže je 2,1 metru. Na konci se nachází takzvaná věžička, ve které jsou zařízení SHERLOC, PIXL, GDRT a vrták.

#### Vrták

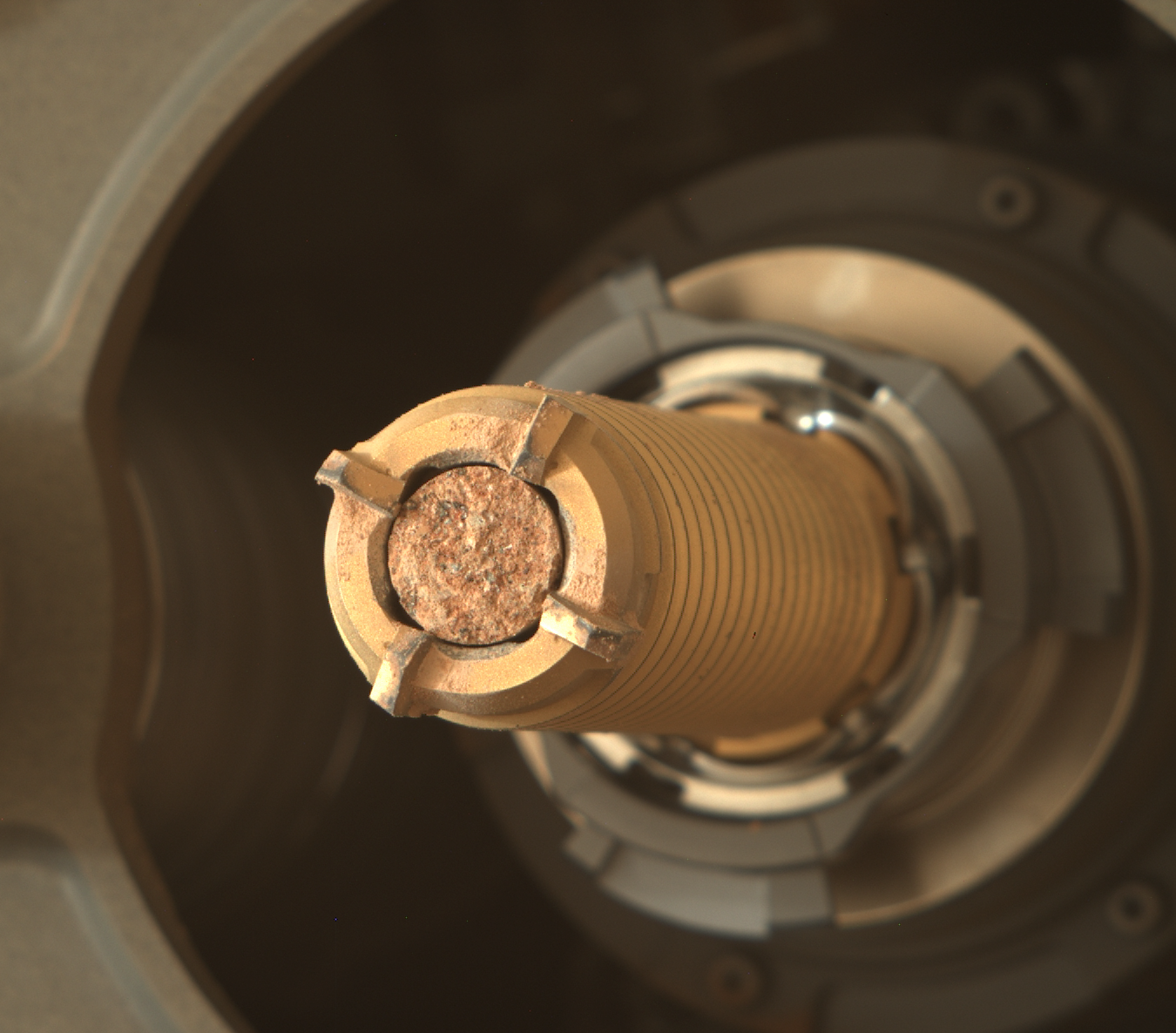
Vrták se vzorkem materiálu odvrtaným během 490. solu (7. července 2022). Snímek byl pořízený pravou kamerou MastCam-Z

Vrták je příklepový a je určen k vrtání do povrchu Marsu. Průměr vrtaných otvorů, které tvoří je přibližně 1 palec (27 mm). Vrták je vybaven třemi typy nástavců: vrták do regolitu, vrtáky pro vrtání do horniny a brusné bity. Materiál odvrtaný vrtákem jde do čisté zkumavky, která je určená na rozbory, které jsou prováděny buď přístroji na konci ramene nebo uvnitř vozítka. O odvod přebytečného prachu se stará zařízení Gaseous Dust Removal Tool (česky volně přeloženo Plynový odstraňovač prachu, zkráceně GDRT). Systém funguje na principu vypouštění dusíku z tlakové nádoby. Během prvních tří let povrchových operací se aktivoval 62krát.

#### Manipulace se vzorky

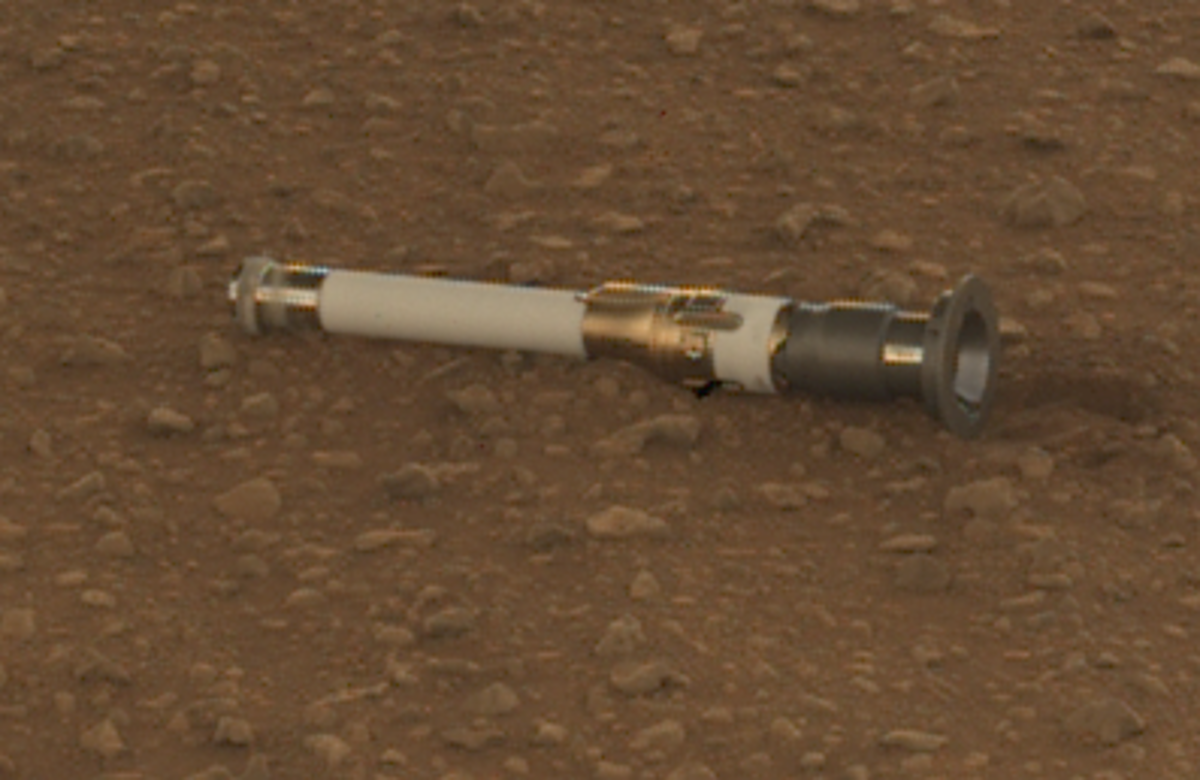
Zkumavka používaná k uložení odebraných vzorků

Ve vozítku se při jeho startu nacházelo 43 zkumavek, z nichž 38 zkumavek bylo určeno pro vzorky a 5 zkumavek bylo vyhrazeno pro kontrolní účely. Zkumavky poslouží k uchování vzorků které Perseverance získá pomocí vrtací soustavy. Očekává se, že rover do zkumavky získá přibližně půl unce materiálu (přibližně 15 g), ty budou dočasně uloženy v roveru, dokud se nenajde vhodné místo pro jejich umístění. které umožní jejich pozdější vyzvednutí.
Pětice zkumavek určená pro kontrolní účely je podobná těm pro vzorky, ale na rozdíl od nich jsou již předem naplněny různými materiály, které mohou pomoci zachytit kontaminaci molekulami nebo částicemi. Kontaminace může například být způsobena plyny, které se mohou uvolnit z různých materiálů na roveru, chemickými zbytky po odpálení přistávacího systému, nebo jakýkoliv jiný organický, či anorganický materiál, který mohl na Mars dorazit spolu s roverem. Tyto kontrolní zkumavky budou postupně otevřeny v místech odběrů vzorků, kde bude obsah vystaven místnímu prostředí a projdou podobným procesem jako zkumavky určené pro vzorky, než budou zapečetěny.
Vzhledem k malému prostoru, v němž musí celý systém pracovat, a také k požadavkům na zatížení během pečetících činností, je systém ukládání vzorků „nejsložitějším a nejdůmyslnějším mechanismem, který jsme kdy postavili, testovali a připravili pro kosmický let“.

#### Nahrávací zařízení
Na vozítku je nainstalováno 7 nahrávacích zařízení, pět kamer a dva mikrofony.
- Kamery
  - MastCam-Z – vylepšená kamera MastCam, hlavní kamera vozítka[54]
  - HazCam – kamery pro prevenci nebezpečí na povrchu Marsu, jedna vpředu, druhá vzadu[54]
  - CacheCam – kamera pro snímkování vzorků ve zkumavkách[54]
  - NavCam – navigační kamery vozítka[55]
  - Kamery EDL – kamery sloužící k zachycení sestupu v atmosféře[55]

- Mikrofony
  - mikrofon EDL – hlavní mikrofon, zvuky z Marsu a z přistání[54]
  - mikrofon SuperCam – natáčí zvuky při fungování zařízení SuperCam[54]

### Přístroje

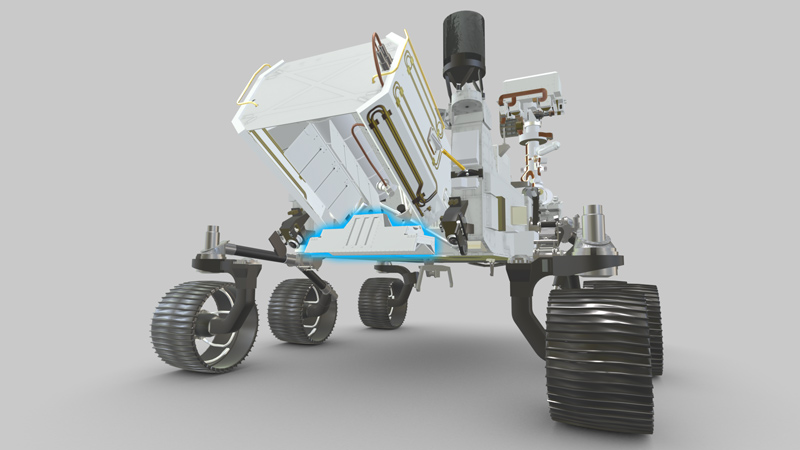
Zařízení RIMFAX

#### RIMFAX

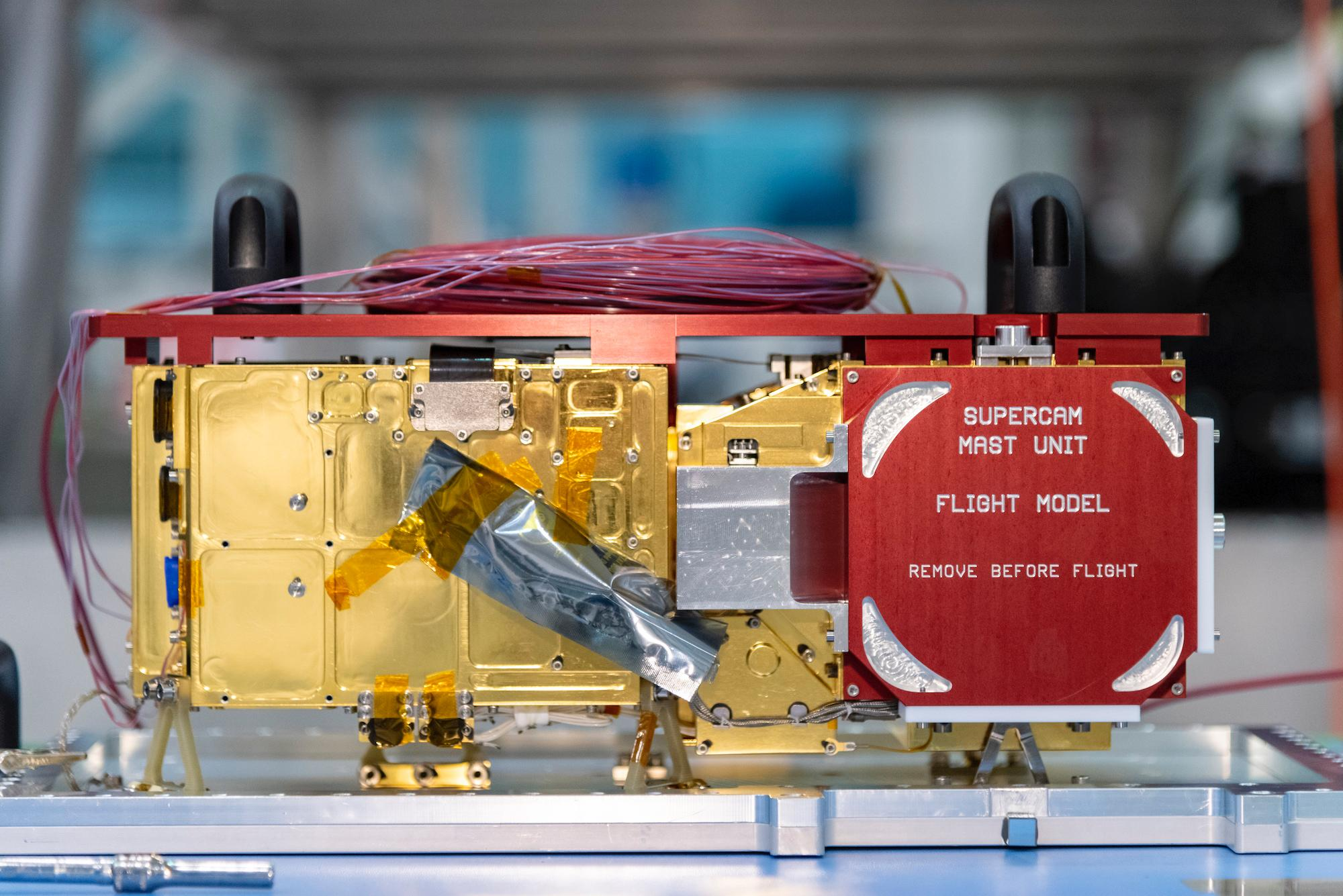
Zařízení SuperCam

( Norsko)
RIMFAX je radar s dosahem až 10 metrů pod povrch. Nachází se na zadní straně roveru. Hmotnost zařízení jsou 3 kg, rozměry 196 × 120 × 66 mm. Spotřeba elektřiny je 3–10 W (podle aktuální činnosti), velikost dat vracených na Zemi pak 5–10 kB.

#### SuperCam

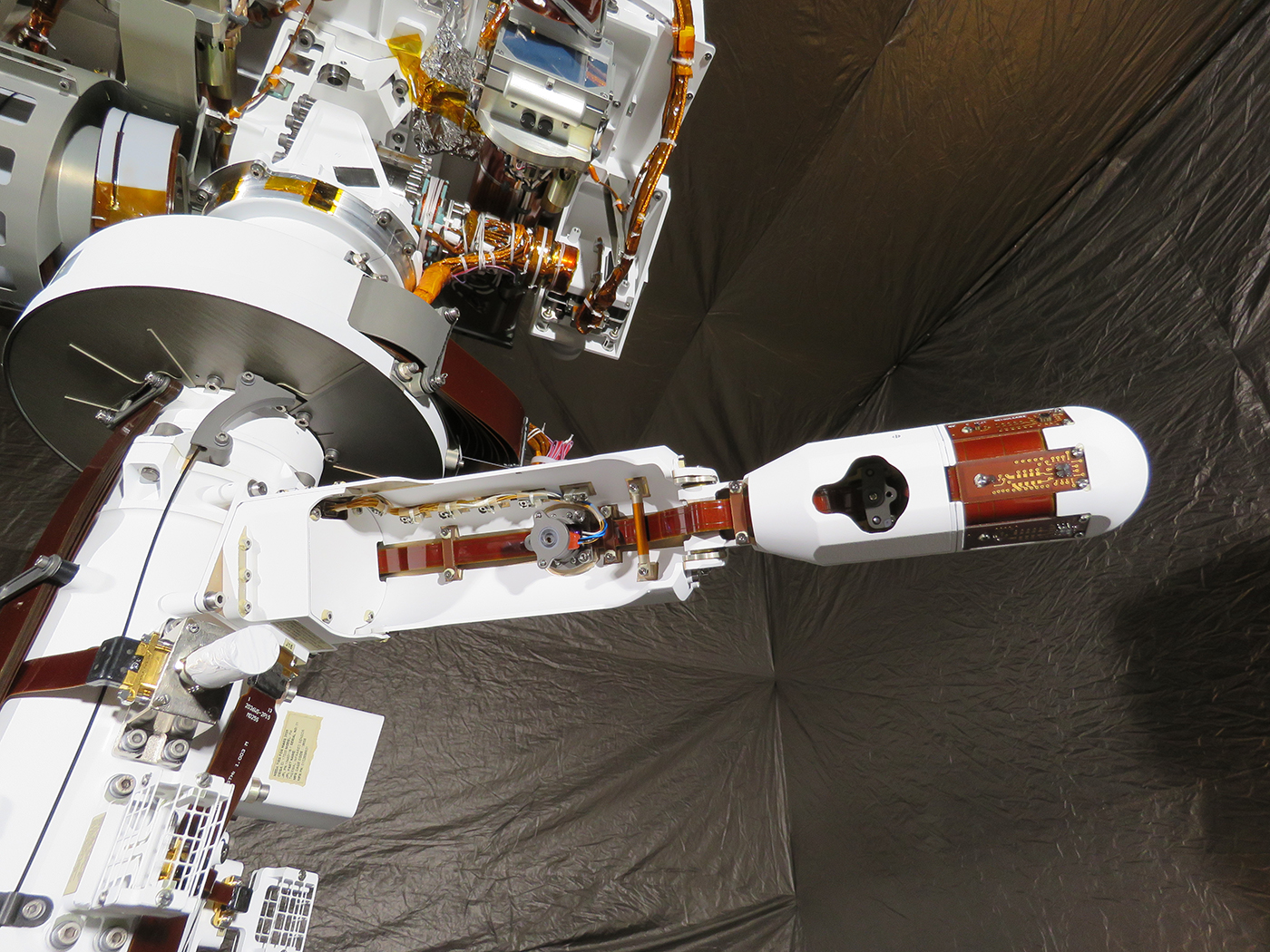
Vysunutý senzor rychlosti větru zařízení MEDA

( Francie,  Španělsko)
Supercam provádí dálkovou chemickou analýzu, umístěna je na konci stožáru. Hmotnost zařízení činí 10,6 kg, rozměry pak jsou 38 × 24 × 19 cm. Spotřeba elektřiny je 17 W, velikost dat vracených na Zemi pak 15,5 megabitů za experiment, cca 4,2 megabitu za den. SuperCam má také kalibrační terč.

#### MEDA

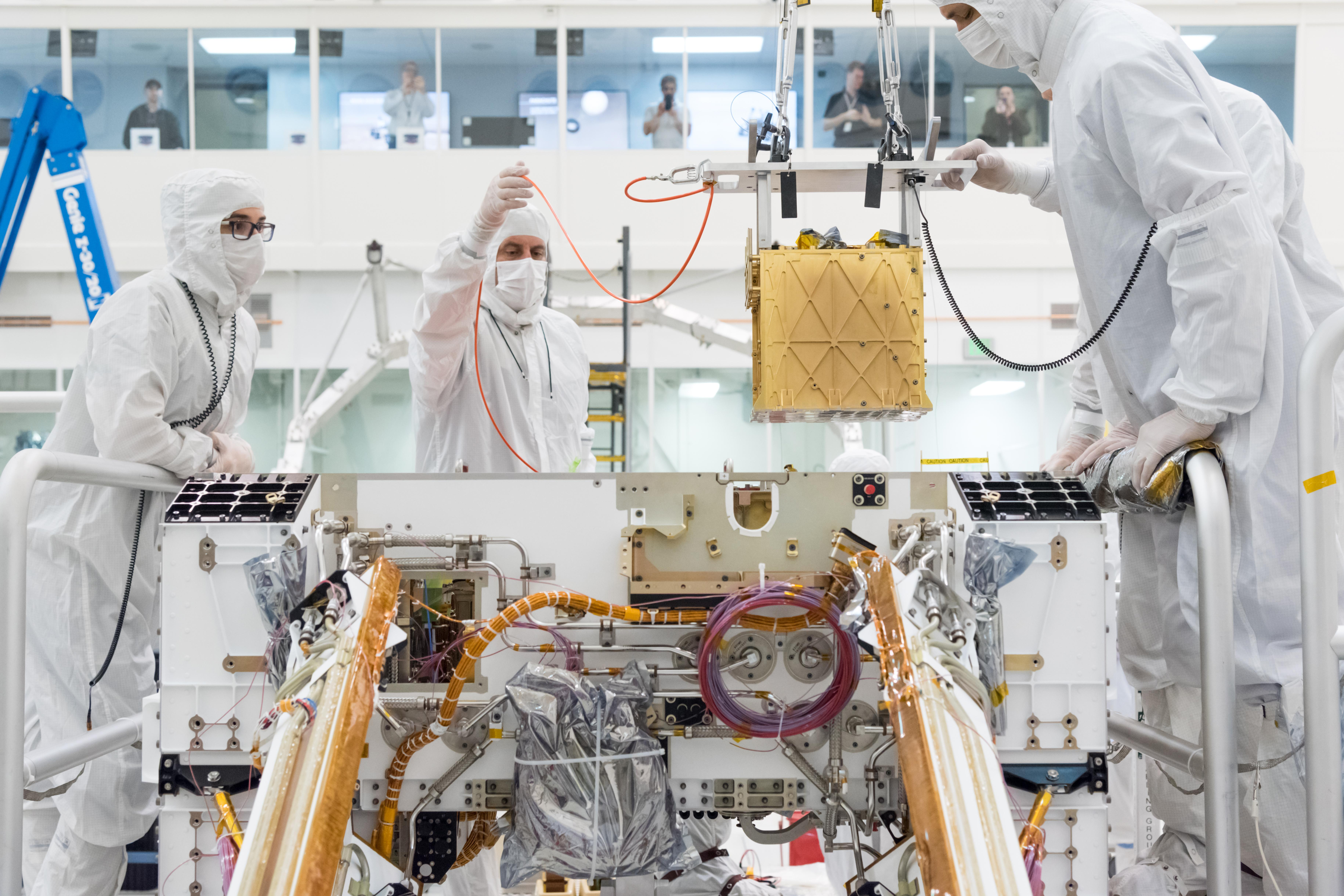
Zařízení MOXIE při usazování do vozítka

( Španělsko)
Meteostanice MEDA měří teplotu vzduchu, rychlost větru, atmosférický tlak, vlhkost vzduchu, záření, prašnost a velikost prachových částic. Nachází se na stožáru vozítka a vysouvá se. Hmotnost činí 5,5 kg, jednotlivé části mají rozdílné rozměry. Spotřeba elektřiny je 17 W, velikost dat vracených na Zemi 11 Mb.

#### MOXIE

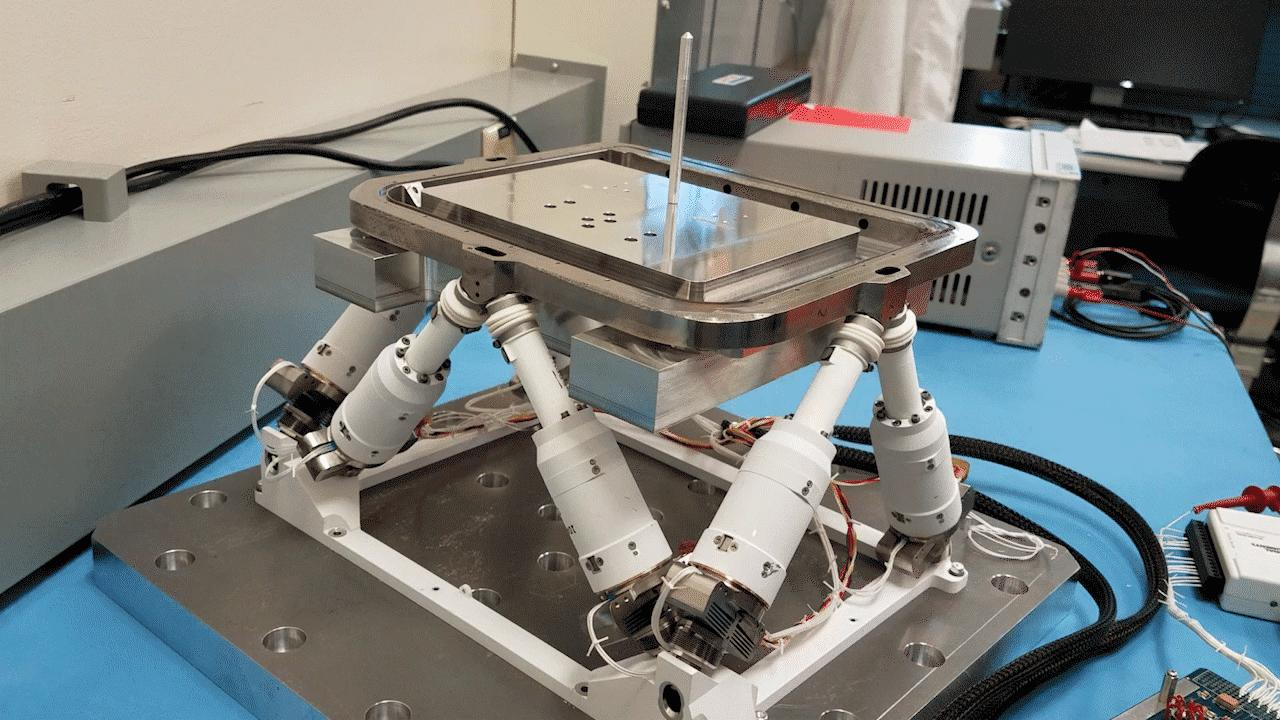
Zařízení PIXL

( USA)
Hlavním cílem zařízení MOXIE je výroba kyslíku, konkrétně v množství 22 gramů za hodinu s čistotou vyšší než 96,9 %. MOXIE je uložena uvnitř těla vozítka. Váží 17,1 kg a rozměry: 23,9 × 23,9 × 30,9 cm. Spotřeba elektřiny je největší že všech přístrojů, 300 W. Na Zemi data nevrací.

#### PIXL

Zařízení SHERLOC

( USA)
PIXL skenuje kameny pomocí rentgenu. Pro stabilizaci je umístěn na hexapodu.
S vyhodnocováním pomáhá umělá inteligence. Zařízení je umístěno na konci robotické paže. Váží 4,3 kg, rozměry činí 21,5 × 27 × 23 cm. Spotřeba elektřiny je 25 W, velikost dat vracených na Zemi pak činí 16 megabitů na experiment, tedy 2 Mb na den.

#### SHERLOC
( USA)
Ultrafialový Ramanův spektrometr SHERLOC detekuje organické látky, cílem je zhodnocení obyvatelnosti Marsu. Čočka spektrometru nese název WATSON. Umístěn je na konci robotické paže, váží 3,86 kg při rozměrech 26,0 × 20,0 × 6,7 cm. Spotřeba elektřiny činí 32,2 W, velikost dat vracených na Zemi pak dosahuje velikostí 79,7 Mb.

## Vrtulník Ingenuity

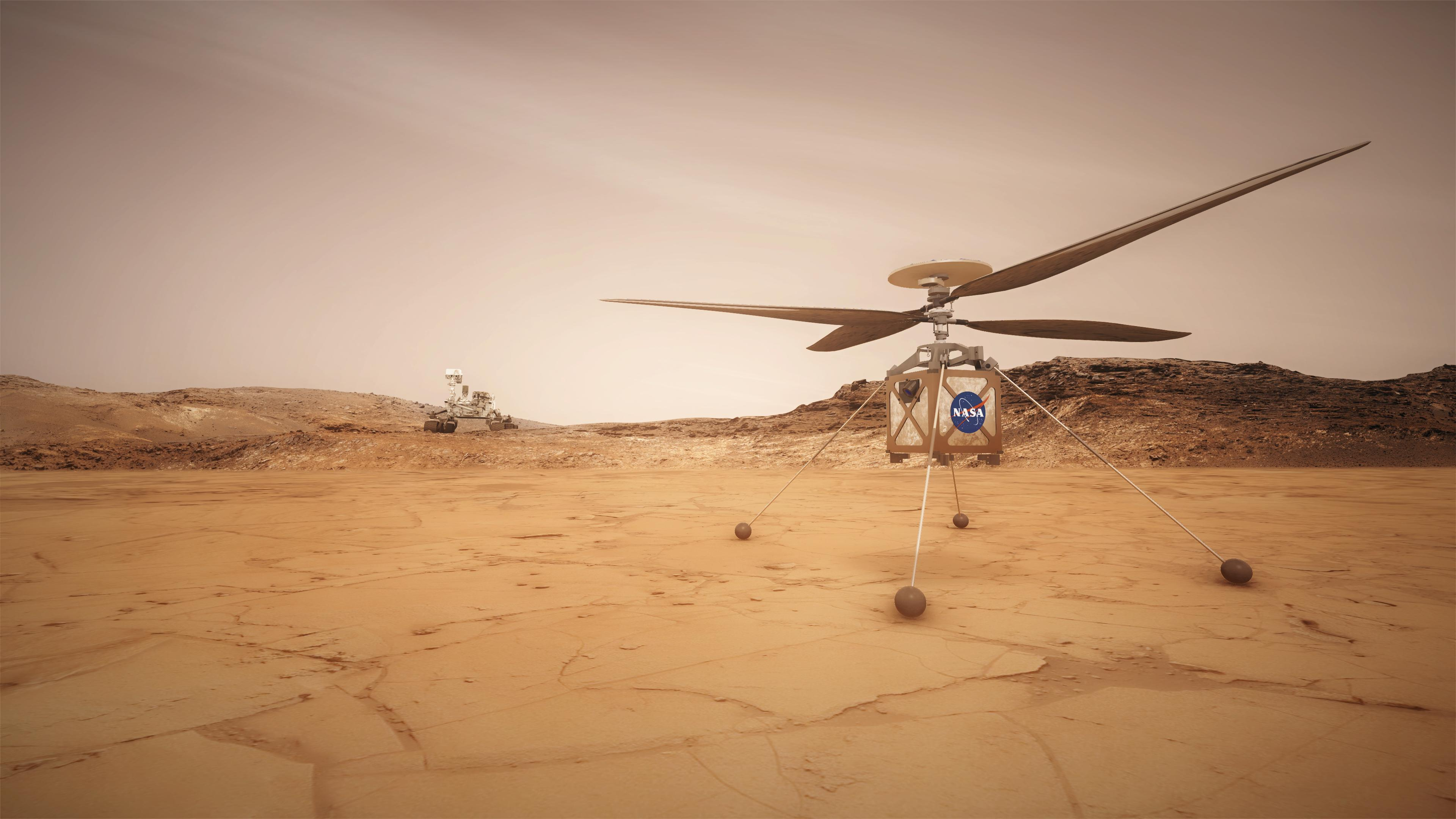
Umělecká představa vrtulníku Ingenuity na Marsu

V rámci mise Mars 2020 byl na Mars dopraven i plně autonomní vrtulník Ingenuity. Jde o první létající stroj na jiné planetě, který se odlepil od povrchu. Tento vrtulník byl vyvíjen jiným týmem, než vyvíjel vozítko Perseverance. Vrtulník nese název Ingenuity (česky Vynalézavost), někdy se mu přezdívá Ginny.

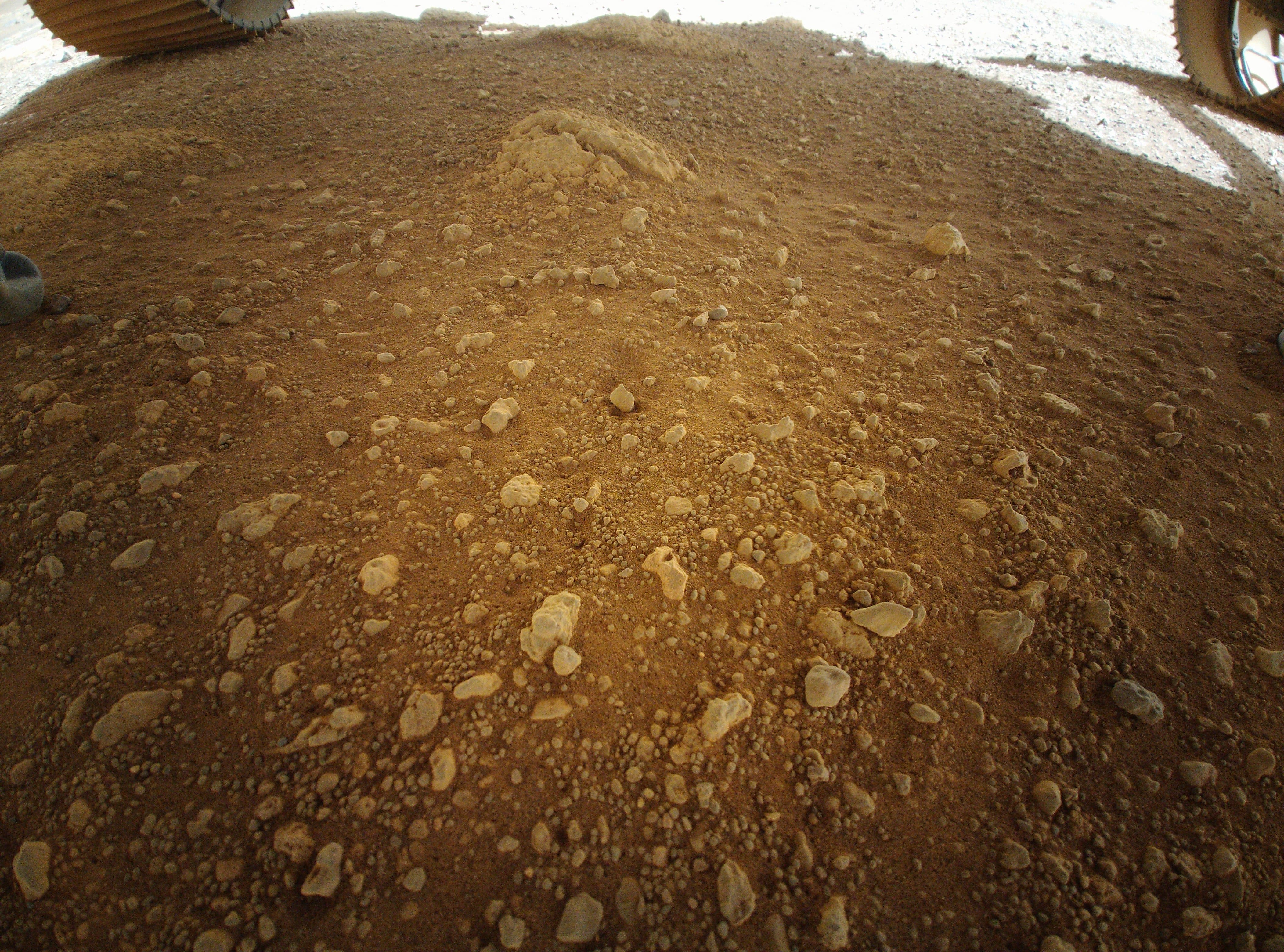
První fotografie povrchu Marsu pořízená vrtulníkem Ingenuity ze dne 6.4. 2021

Na začátku dubna 2021 vrtulník přečkal první noc mimo vozítko a pořídil první barevnou fotografii povrchu Marsu.
Vrtulník Ingenuity měl v plánu provést 5 letů. První let se uskutečnil 19. dubna 2021 od 09:31 SELČ, kdy vědci začali přijímat první data od vrtulníku Ingenuity. Rotory vrtulníku se otáčely rychlostí až 2537 otáček za minutu. Druhý let proběhl 22. dubna a třetí pak 25. dubna 2021. Cílem prvního letu bylo testovat, zda lze vůbec létat v marsovské atmosféře. Druhý a třetí let měly otestovat horizontální let. Podle NASA bylo cílem čtvrtého a pátého letu vyzkoušet limity vrtulníku Ingenuity. Čtvrtý let proběhl 30. dubna 2021. Nakonec bylo rozhodnuto o provedení vícero letů. Celkem bylo do ukončení mise 24. ledna 2024, které proběhlo v reakci na  zjištění poškození jedné z vrtulí, provedeno 72 letů. Seznam letů vrtulníku Ingenuity je dostupný (i s galerií obrázků pořízených během nich) také na webových stránkách mise Mars 2020.

Animace fotografií prvního letu vrtulníku Ingenuity z vozítka Perseverance
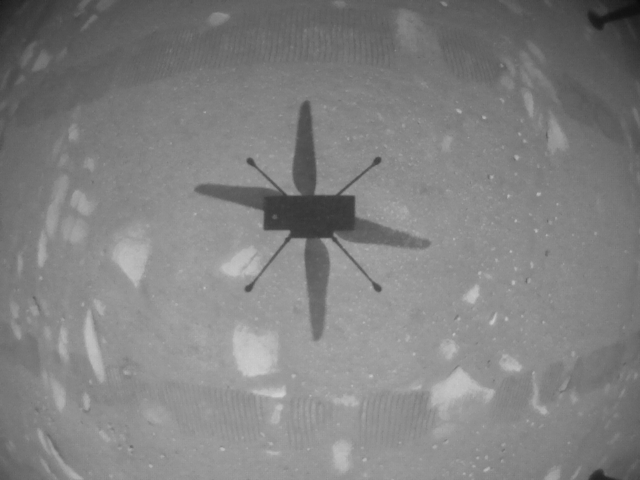
První černobílá fotografie z letu vrtulníku Ingenuity
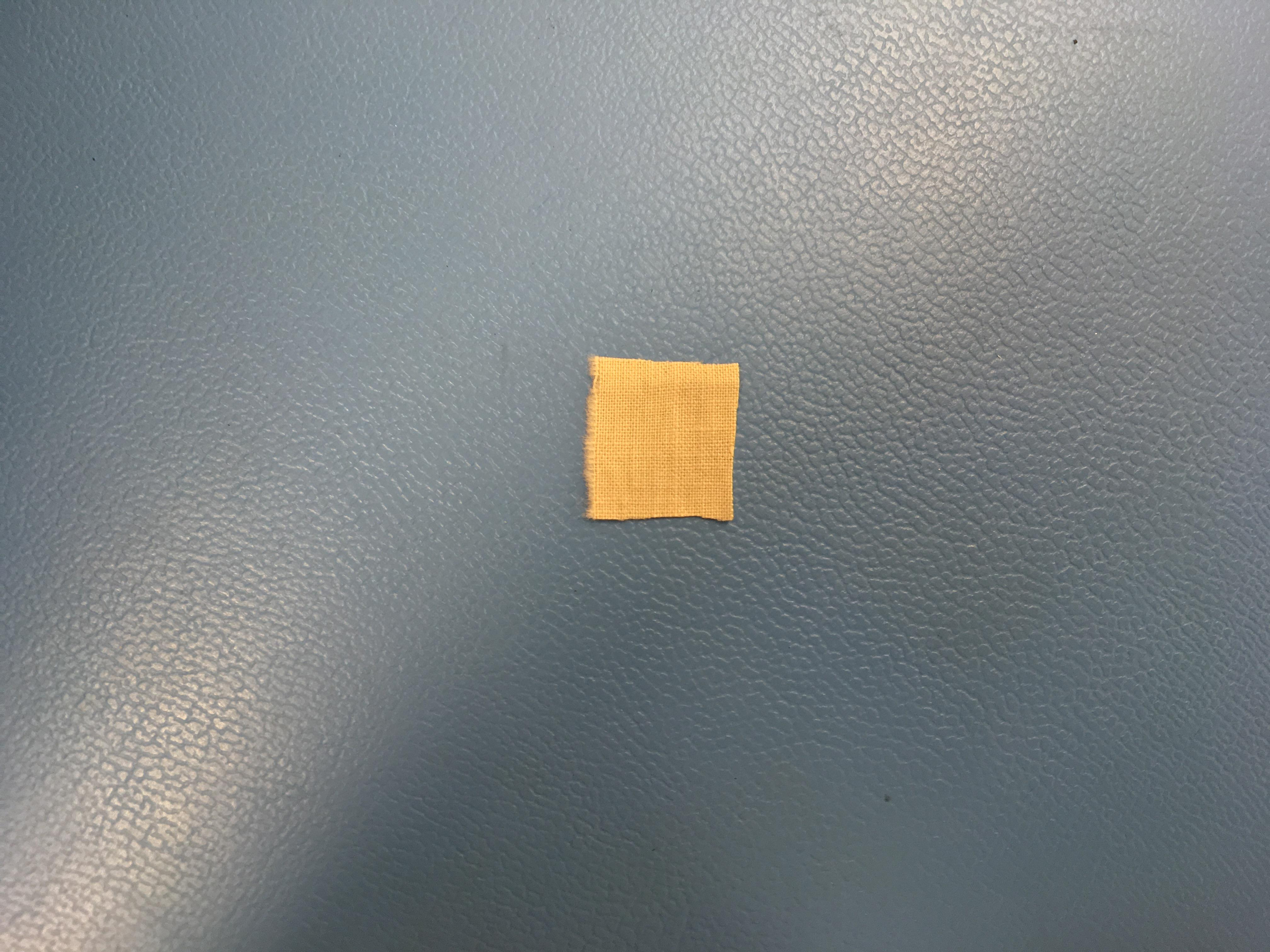
Kousek látky z křídla letadla bratří Wrightů, které se jako první na světě odlepilo od země. Je umístěn na vrtulníku Ingenuity, jehož první let je k letu Wrightů přirovnáván.
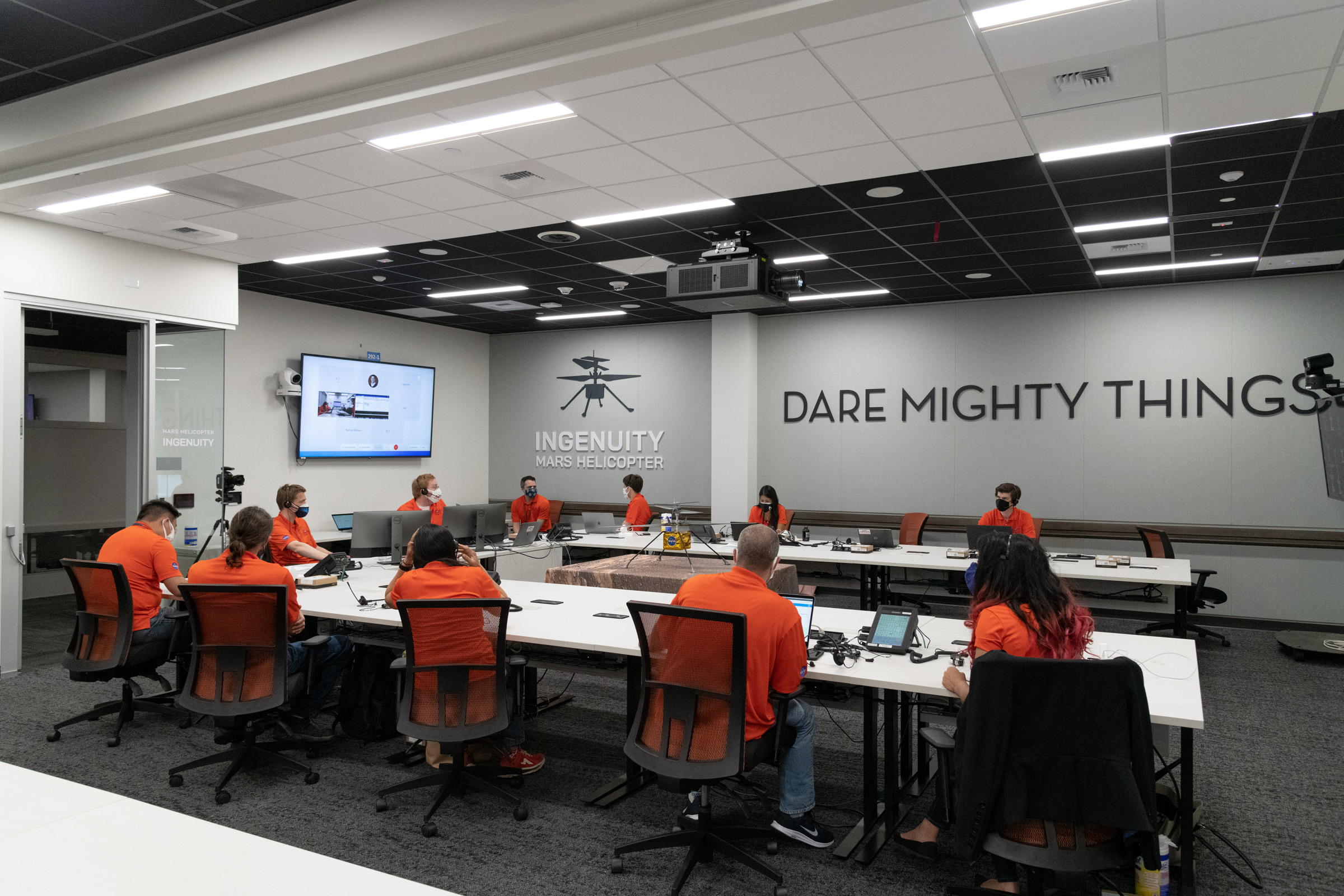
Tým vrtulníku Ingenuity očekává výsledky prvního letu, na stěně citát Dare Mighty Things, heslo JPL.

## Cesta k Marsu

### Start a cesta k Marsu

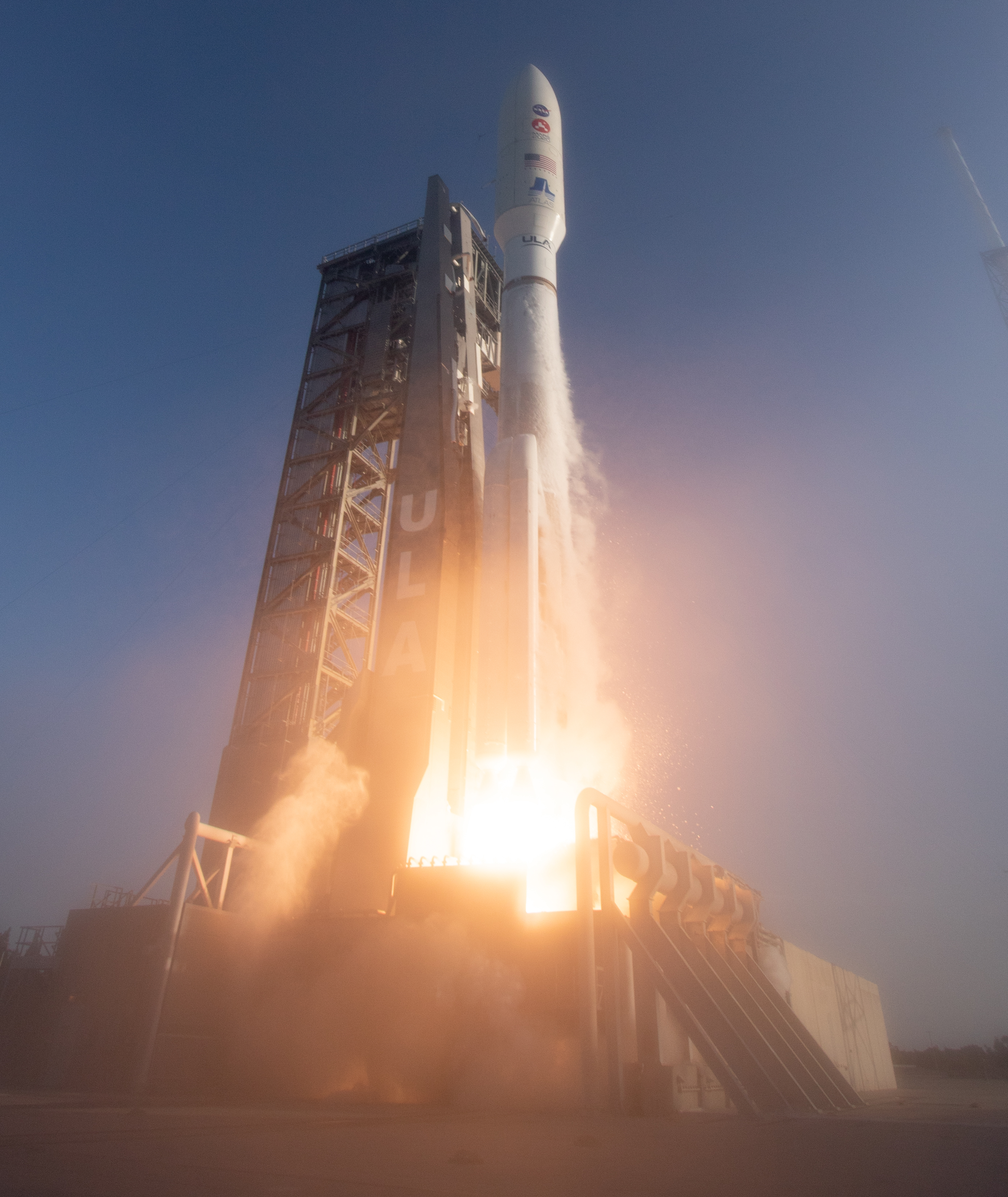
Start rakety Atlas V 541 s vozítkem Perseverance na palubě

Nosná raketa byla Atlas V 541, která vystartovala 30. července 2020 z Cape Canaveral. Celková hmotnost nosné rakety byla 531 000 kilogramů. Vozítko bylo umístěno v cestovním modulu, který byl umístěn na vrcholu rakety. Cesta k Marsu trvala 29 týdnů (přibližně 7 měsíců).

### Přistání
Vstup, sestup a přistání (také manévr EDL, z anglického Entry, descent and landing) se skládal z několika částí:
1. Opuštění cestovního modulu.
2. Vstup do atmosféry Marsu.
3. Otevření padáku a postupné klesání.
4. Odhození tepelného štítu a zahájení snímkování povrchu.
5. Výběr místa přistání (pomocí kamer a radaru).
6. Vypuštěno je zařízení Skycrane.
7. Zažehnutí pomocných motorů Skycrane.
8. Odvinutí lan jeřábu Skycrane.
9. Dosednutí na povrch Marsu („touchdown“, TD),
10. Uvolnění lan jeřábu.
11. Odlet Skycrane do bezpečné vzdálenosti a naráz do povrchu Marsu.

Při sestupu byla maximální teplota přes 2000 °C (plánovaná maximální teplota na vnějším povrchu tepelného štítu byla 1300 °C), maximální přetížení 9–10 G. Celý sestup a přistání proběhlo podle plánu.
Přistání proběhlo v pozdních odpoledních hodinách, první snímky byly pořízeny v 15:53:58 hodin místního středního slunečního času (na Marsu neexistuje jednotný časový sytém). Přistání také bylo zachyceno kamerou s vysokým rozlišením HiRISE sondy Mars Reconnaissance Orbiter.

#### Průběh
Deset minut před začátkem opouští Perseverance cestovní modul. Vzhledem ke zpoždění signálu 11 minut je celý EDL autonomní.
- Vstup do atmosféry – Přibližně 80 sekund po vstupu do atmosféry nastává nejvyšší ohřev kabiny. Při vstupu do atmosféry také dojde k prudkému zpomalení.[76] V atmosféře může rover narazit na vzduchové kapsy, které loď mohou vychýlit z kurzu. Ke kompenzaci těchto anomálií slouží trysky na stranách modulu.[77]

- Otevření padáku – Při sestupu atmosférou se loď zpomalí na 1600 km/h. Poté je aktivován systém Range Trigger. Tento systém zvyšuje přesnost přistání (z elipsy o rozměrech 25×20 kilometrů na kruh o průměru 10 km) díky výpočtu ideálního momentu pro otevření padáku. Pro potřeby tohoto systému byla komplexně nasnímkována oblast přistání. Tyto snímky byly při sestupu porovnávány s obrazem palubních kamer, na základě čehož bylo vytipováno i ideální místo přistání bez prudkých svahů a kamení. Přesnost přistání vzhledem k ideálnímu bodu byla určena na 1 až 2 km, v praxi dosáhla nepřesnosti 2 až 3 km. Samotný padák měl průměr 21,5 metru. Rozvinul se přibližně 240 sekund od vstupu do atmosféry ve výšce 11 kilometrů a při rychlosti 1512 km/h.[78] 20 sekund po otevření padáku odpadl tepelný štít a rover se tak poprvé dostal do kontaktu s atmosférou Marsu.[79]

- Brzděný sestup – V této fázi, kdy je rover zbrzděn padákem na 320 km/h, dochází k zážehu osmi pomocných motorů a zpomalení na dostatečně malou rychlost umožňující bezpečné přistání.[80]

- Manévr Skycrane – Systém Skycrane byl používán i v minulosti, konkrétně v misi Curiosity. V minulosti byl u misí Spirit, Opportunity a Sojourner využíván systém airbagů, které tlumily přistání roveru na povrch. Pro větší rovery jakými jsou Perseverance a Curiosity by musel být systém airbagů mnohem větší a vážil by také mnohem více. Další možnou komplikací by pak byl sjezd vozítka z přistávacího modulu.[81] Skycrane doletí s vozítkem nad ideální místo přistání, tam ve vzduchu zastaví a pomalu spustí Perseverance na povrch.[82] Poté, co rover otevře kolečka a jeho senzory rozpoznají přistání, jsou odpoutána lana a Skycrane odletí pryč. V bezpečné vzdálenosti od roveru narazí do povrchu a zničí se.[83]

## Povrchové operace

### Místo přistání
Vozítko přisálo v kráteru Jezero, severně od marsovského rovníku, v oblasti Isidis Planitia. Místo bylo vybráno na základě minulosti tohoto kráteru, který vznikl dopadem meteoritu a následným zaplavením vodou. Soudě podle zkušeností ze Země (konkrétně vzorků odebraných v deltě řeky Mississippi) lze předpokládat, že se v horninách kráteru budou nacházet zbytky života, pokud na Marsu existuje, nebo existoval.

#### Výběr
Místo vybírala komise, která měla na starosti plánování mise včetně výběru přístrojů na roveru. Na počátku procesu výběru měla komise více než 60 kandidátů, přičemž jejich počet byl snížen na třicet. V srpnu 2015 bylo vybráno 8 míst, a nakonec v poslední fázi výběru byli vytipováni tři kandidáti:
- Columbia Hills, kráter Gusev – Jedna z oblastí kráteru Gusev na Marsu byla pravděpodobně v minulosti vyplněna mělkým jezerem a podle některých studií se zde nacházely i horké prameny.
- Kráter Jezero – Kráter byl před přibližně 3,5 miliardami let zatopen vodou, což zvyšuje šance na výskyt stop mikrobiálního života.
- Severovýchodní Syrtis (NE Syrtis) – V dávné minulosti zde pravděpodobně existovala kapalná voda plná minerálů, což mohlo zapříčinit vznik života.

Nakonec komise vybrala s ohledem na cíle mise kráter Jezero.

#### Pojmenování
NASA pojmenovala místo přistání vozítka Perseverance na Marsu podle slavné afroamerické spisovatelky Octavie E. Butlerové, která proslula svými vědecko-fantastickými romány.

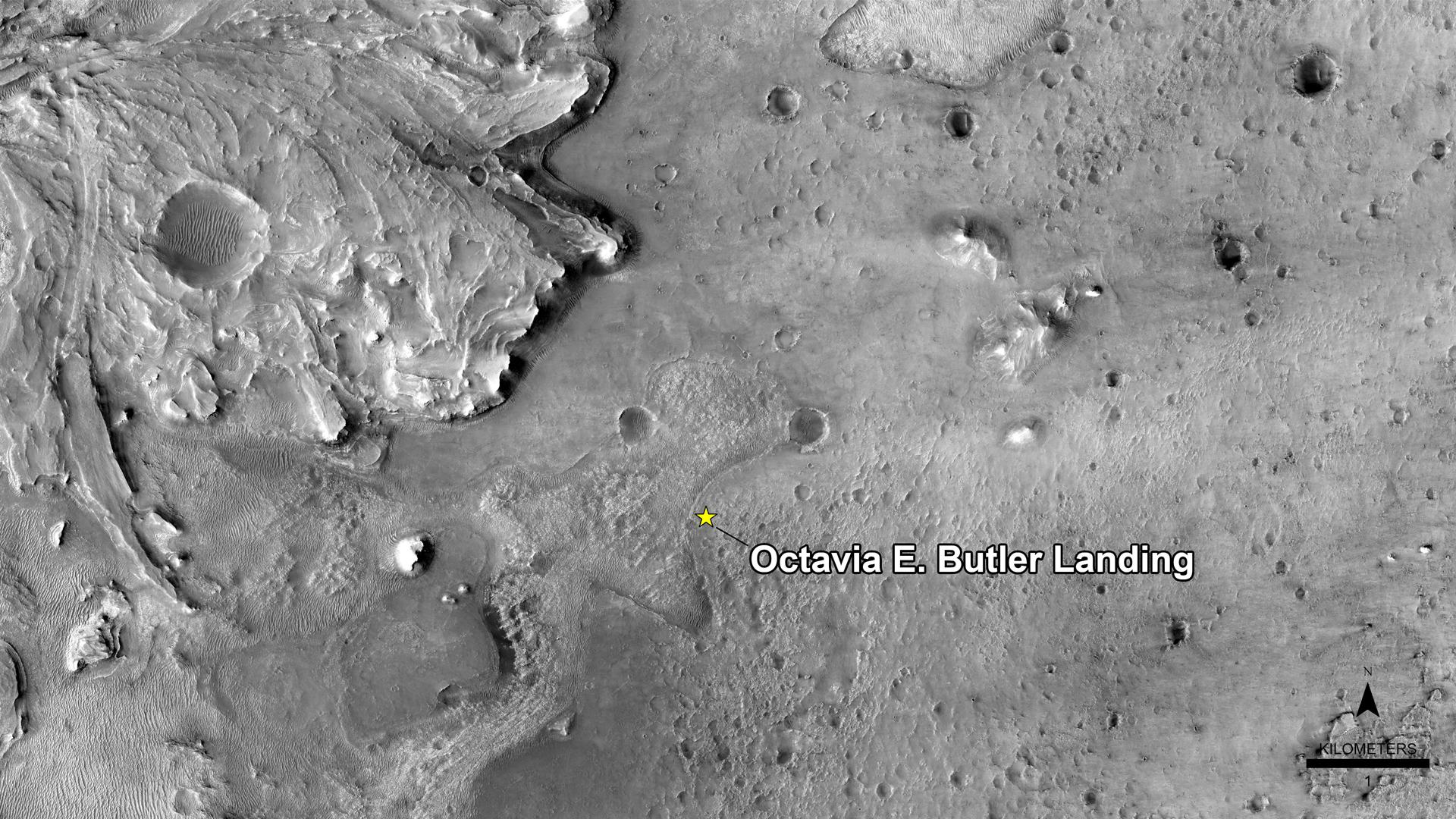
Místo přistání na Marsu

### Pojmenování zkoumaných míst
Celá roverem zkoumaná oblast byla rozdělena na čtverce o straně asi 0,75 míle (asi 1,2 kilometru). Každá z těchto oblastí byla pojmenována podle národních parků nacházejících se v státech podílejících se na vývoji mise. Významné objekty nalezené na Marsu jsou pak pojmenovávány (obdobně jako při předchozích misích) podle jevů v jednom konkrétním národním parku. Pro tuto misi byl vybrán národní park Navajo a názvy vycházejí z jazyka tohoto kmene. Mezi některé patří například „Máaz“ (Mars), „bidziil“ (síla), „hoł nilį́“ (respekt) nebo „tséwózí bee hazhmeezh“ (valící se řady oblázků, jako vlny). Vrtulník Ingenuity pak vzlétá z místa, které NASA pojmenovala Wright Broders Field. Volací kód letiště podle ICAO je JZRO. Volacím kódem pro vrtulník Ingenuity je pak IGY.

### Vědecká kampaň
První vědecká kampaň byla zahájena 1. června 2021, kdy rover Perseverance opustil kráter Octavie E. Butlerové, kde přistál a postupně spouštěl a testoval své systémy. Rover v rámci této kampaně prozkoumával čtverec o ploše 4 kilometry čtvereční. Cílem této kampaně je prozkoumat dno kráteru Jezero. Cílem je odebírat vzorky v geologických jednotkách nazvaných Máaz (v jazyce Navajo Mars, původně nazývána Crater Floor Fractured Rough) a Séítah (v jazyce Navajo Uprostřed písku). Rover ujel přes 5 km.
V dubnu 2022 byla zahájena druhá vědecká kampaň (nazvaná Delta Front Campaign). Cílem bylo zkoumat okraj delty Jezero, konkrétně oblast zvanou Three Forks. Zároveň bylo v plánu nalézt vhodné cesty do samotné delty. Cesta z předchozího působiště byla dlouhá 5 kilometrů a roveru zabrala přibližně 1 měsíc.
Třetí kampaní je průzkum samotné delty Jezero. Cílem je sbírat vzorky v nezajímavější části kráteru, kde se v minulosti nacházela voda. Tato kampaň byla zahájena na konci března 2023.

## Průběh mise

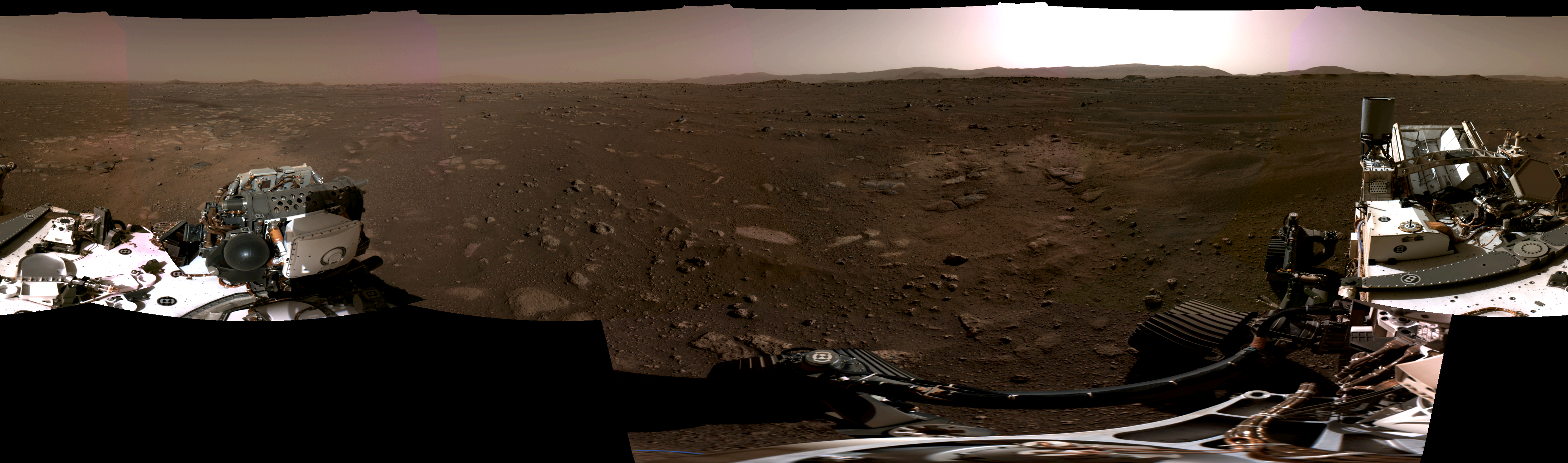
360° panorama Marsu

### 2021
18. únor – Rover úspěšně přistál na Marsu.
25. února – Na Zemi dorazil první panoramatický snímek pořízený vozítkem Perseverance.
3. března – 5. března – Během těchto dní byly vyzkoušeny všechny vědecké přístroje na roveru. Vozítko také odeslalo první záznam zvuku.
5. března – NASA oznámila, že vozítko provedlo první jízdu po povrchu Marsu. Trvala 33 minut. Nejdříve vozítko jelo vpřed 5 metrů, poté se otočilo o 120° a následně couvalo o 1,3 metru. Dohromady tedy urazilo 6,3 metru. V průběhu mise však jízda může trvat až jeden marťanský den (sol). Během této doby urazí kolem 200 metrů, čímž by vozítko mohlo překonat rekord vozítka Opportunity, které za den urazilo 214 metrů. Vozítko na Zemi poslalo i první video jízdy po Marsu.
17. března – Vozítko na Zemi zaslalo první záznam zvuků jízdy po Marsu.
8. dubna – NASA zveřejnila první výsledky měření z meteostanice MEDA.
9. dubna – Vrtulník poprvé roztočil vrtule, pouze však na 50 otáček za minutu. Vozítko se nacházelo asi 60 metrů od vrtulníku.
19. dubna – Proběhl první let helikoptéry Ingenuity na Marsu. Let začal v 9:31 SELČ a trval 39 sekund. Během letu byla pořízena i fotografie.
21. dubna – NASA oznámila, že v rámci experimentu MOXIE, který proběhl v úterý 20. dubna 2021, bylo vyrobeno prvních 5,4 g kyslíku přeměnou z oxidu uhličitého z atmosféry Marsu. Dle NASA by mohla MOXIE vyrábět kyslík pro budoucí astronauty.
6. srpna – Perseverance odebral svůj první vzorek na Marsu. Vzorek byl pojmenován Roubion a jeho odběr se nepovedl, tudíž byla zkumavka uložena pouze se vzorkem atmosféry.
6. září – Byl odebrán první vzorek horniny.

### 2022
6. února – Vozítko Perseverance urazilo během dne vzdálenost 245,76 m (předchozí sol 243,3 m) čímž překonal rekord v překonané vzdálenosti během jednoho dne, který drželo vozítko Opportunity.
28. února – Rover překonal svůj vlastní rekord ve vzdálenosti ujeté za jeden sol. Ujel 319,79 metru. Zároveň jel v kuse 3 soly (sol 350 až 352) a bez jediného zásahu ze země, pouze s pomocí automatického navigačního systému Autonav, ujel dohromady 509,75 metru, čímž překonal dosavadní rekord v této kategorii.
2. července – NASA informovala, že rover Perseverance má v kole uvízlý kámen, který ale nijak neomezuje jeho pohyb. V kole se nacházel od února a s vozítkem ujel přibližně 8,5 kilometru.
31. srpna – Byla zveřejněna první studie hodnotící fungování přístroje MOXIE. Do konce srpna 2022 bylo zařízení spuštěno celkem jedenáctkrát.

### 2023
7. srpna – Naposledy bylo spuštěno zařízení MOXIE.

### 2024
18. února – NASA JPL zveřejnila u příležitosti 3. výročí přistání na Marsu statistiku aktivit roveru. Ten celkem za 3 roky pořídil 116 tisíc fotografií a najel přes 10,6 km.

### Fotografie
Vozítko na Zem posílá mnoho fotografií včetně panoramatických, které jsou ukládány do on-line fotobanky, která je volně dostupná. Největší panorama bylo zasláno hned po začátku mise. Toto panorama se skládá ze 79 fotografií. Panorama je vysoké 2127 pixelů a široké je 93 355 pixelů. Ještě vyšší panorama poslal rover hned v únoru – rozlišení 4K, výška 11 570 pixelů a šířka 36 952 pixelů. Složené je ze 142 fotografií.
Fotografie jsou řazeny podle marsovských dní.

#### Vybrané snímky Marsu

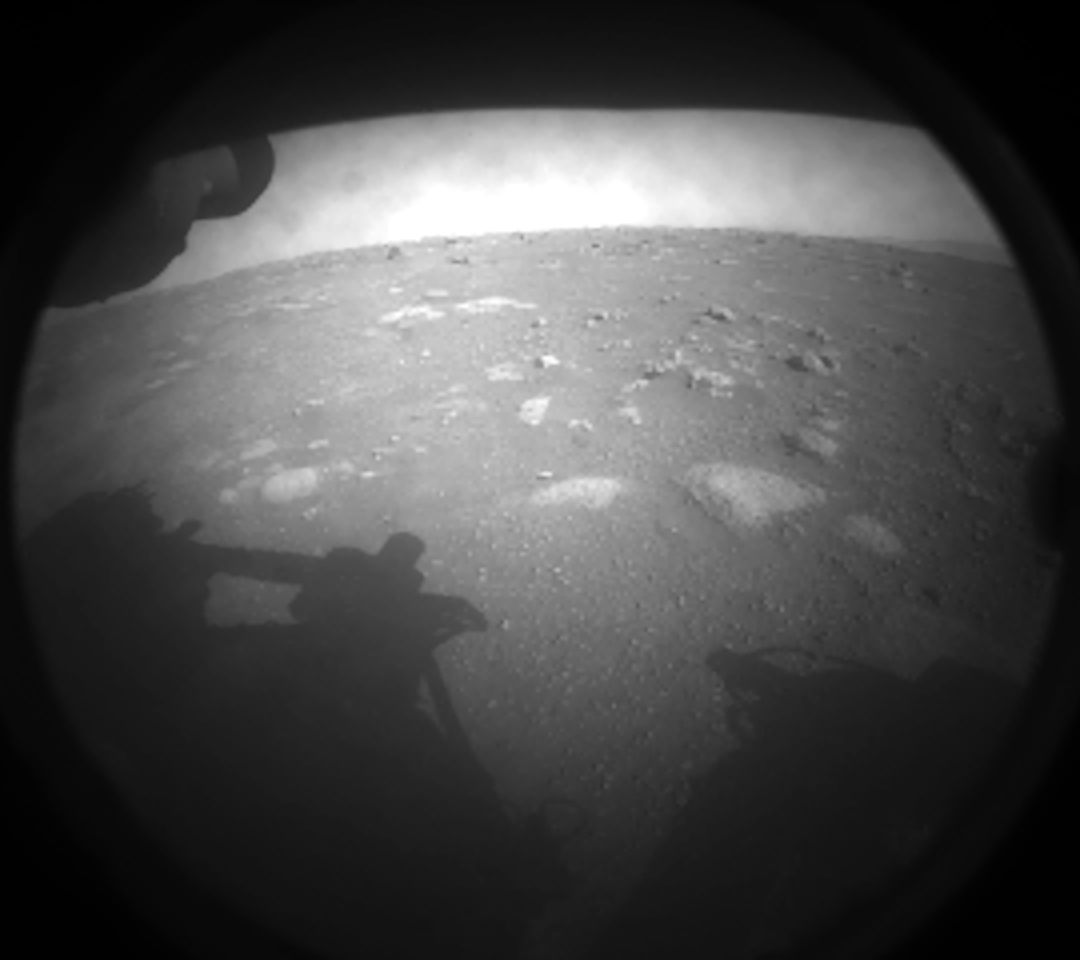
První snímek z povrchu Marsu (černobíle), sol 1
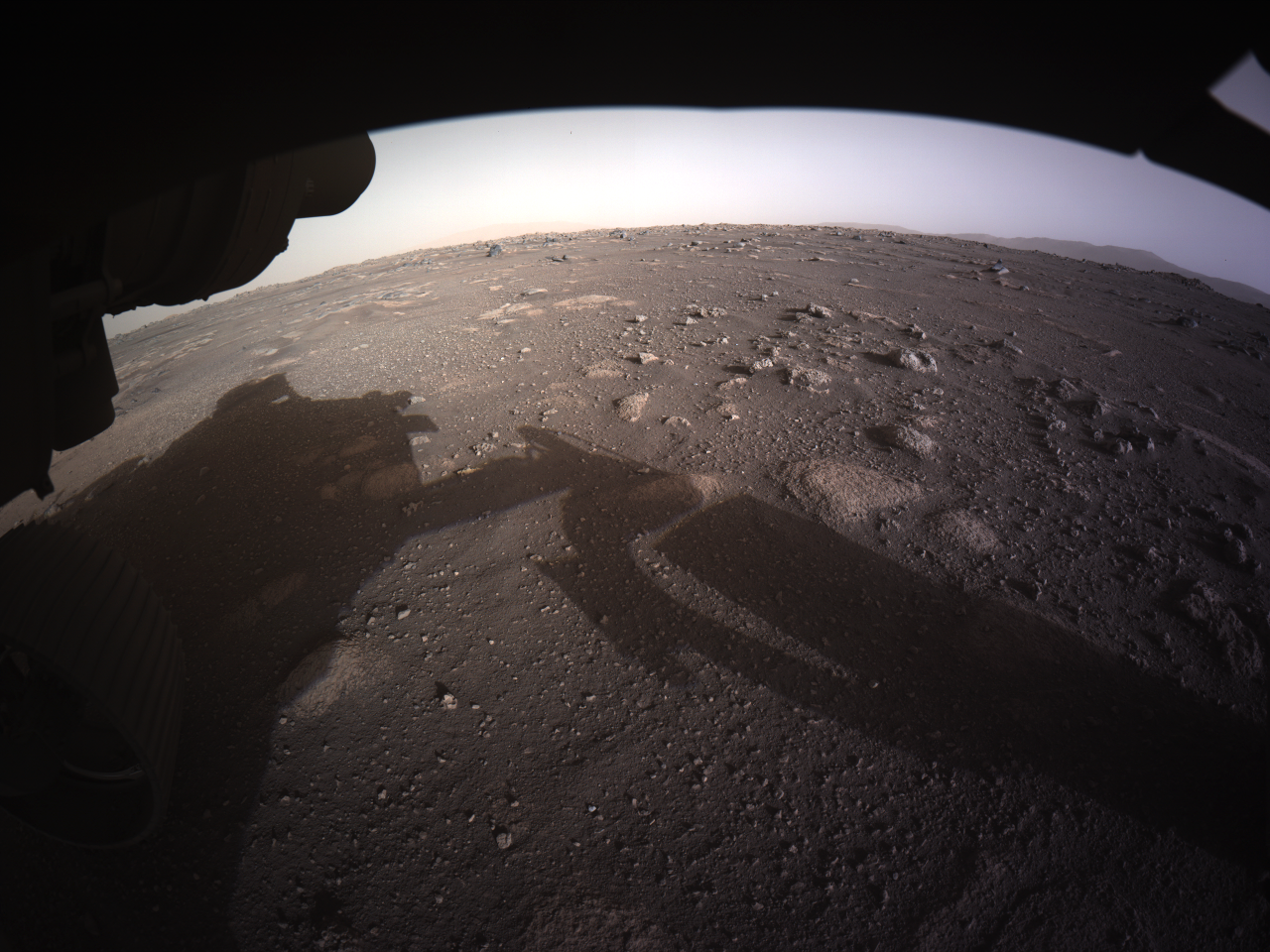
První snímek z povrchu Marsu (barevně), sol 1
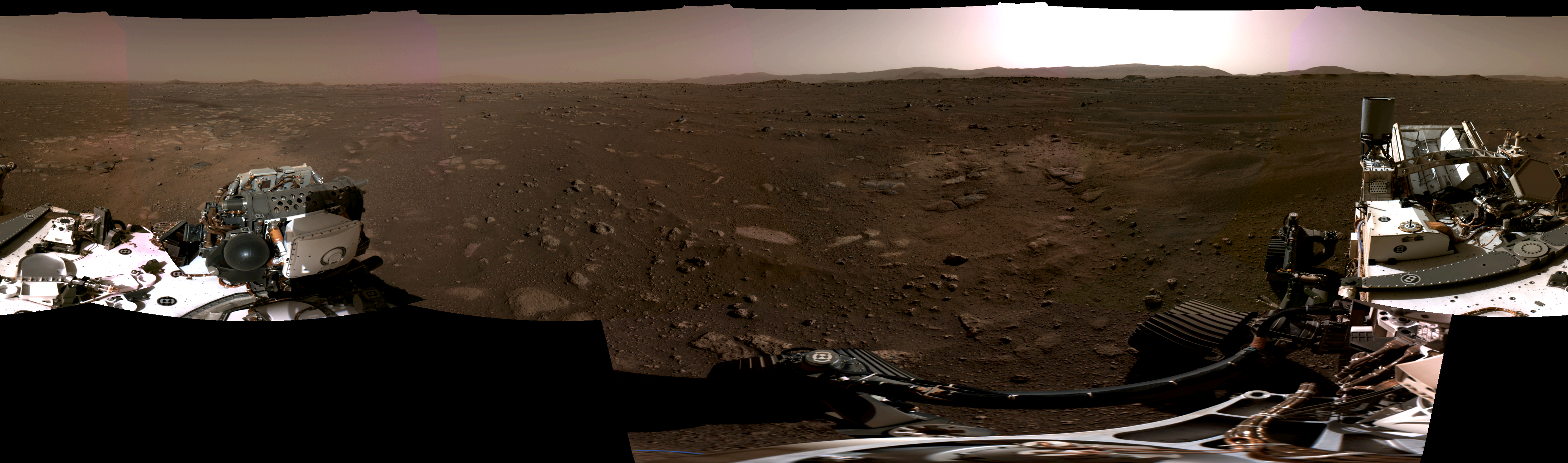
První 360° panorama pořízené vozítkem Perseverance, sol 8
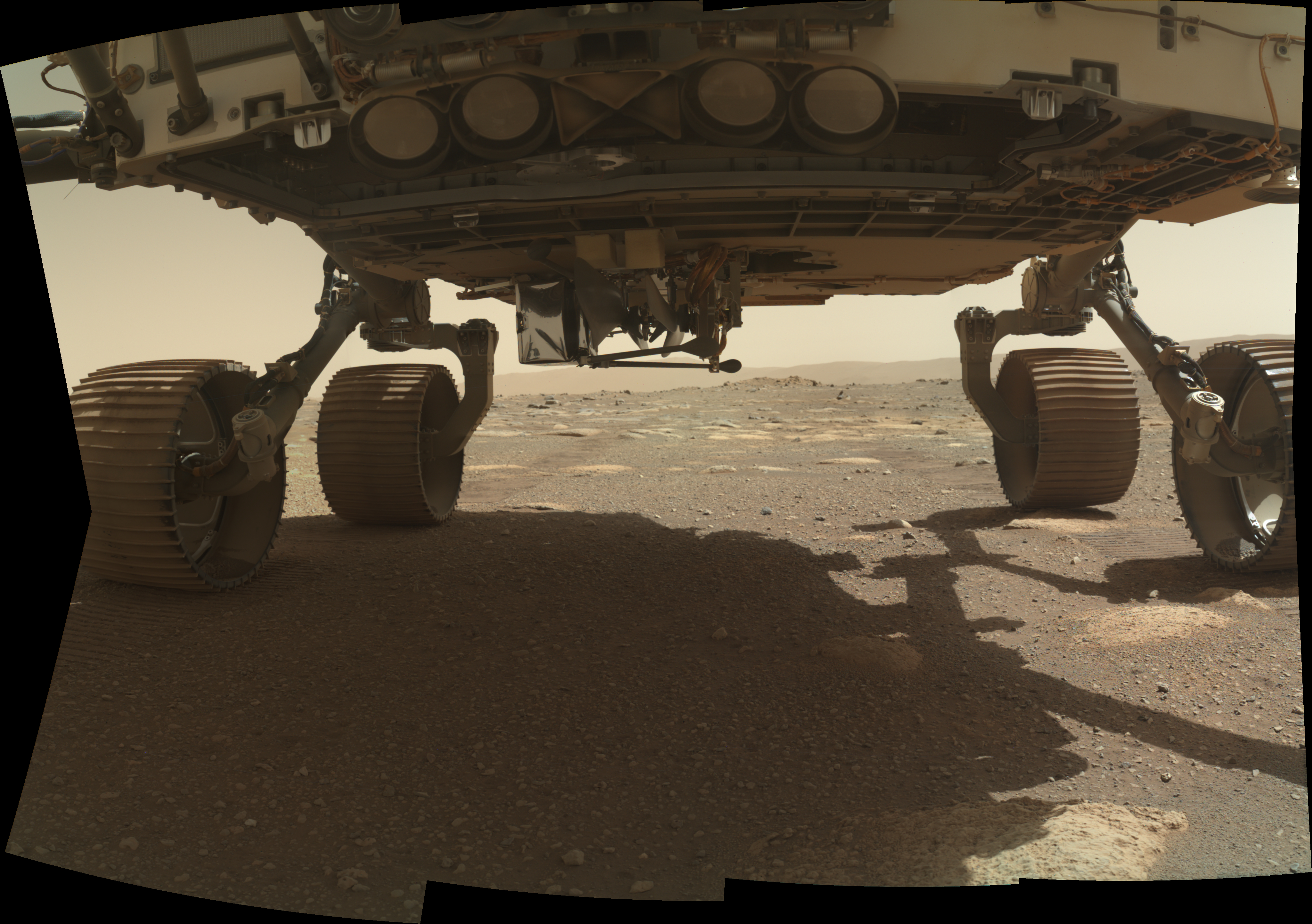
Vrtulník Ingenuity na břiše vozítka, sol 46
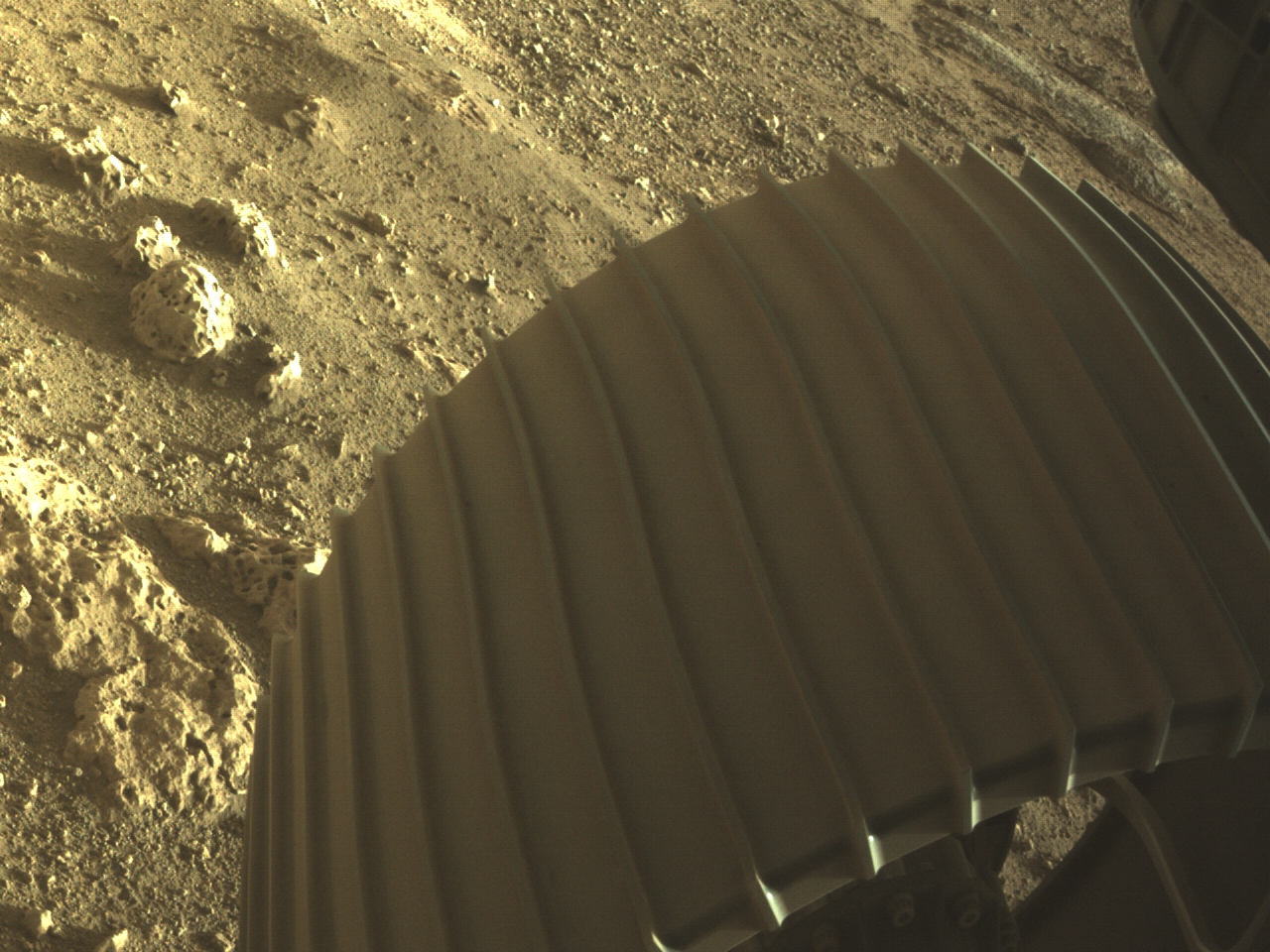
Kolo vozítka Perseverance při první jízdě, sol 15
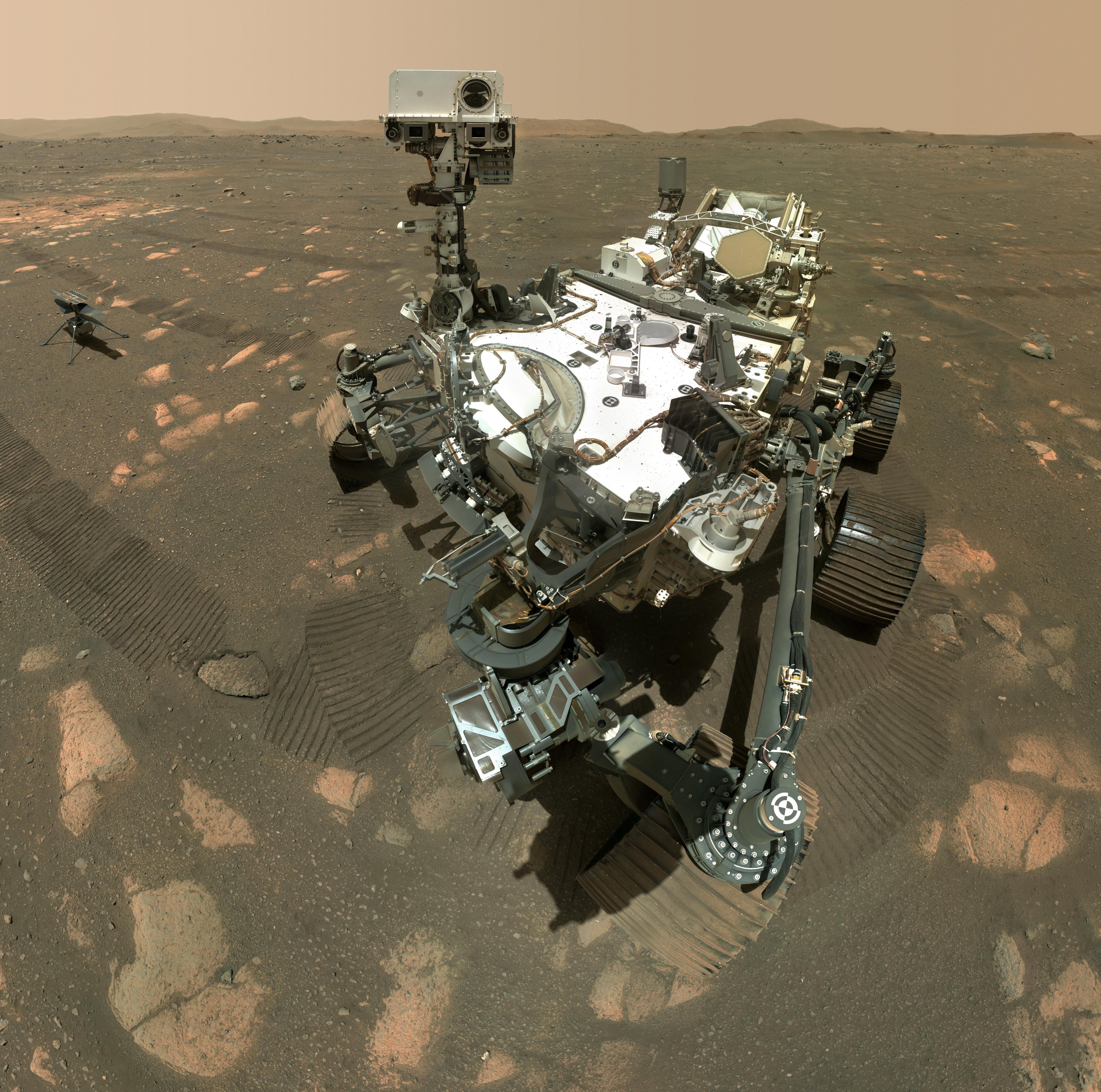
„Selfie“ vozítka Perseverance s vrtulníkem Ingenuity (vlevo), sol 49

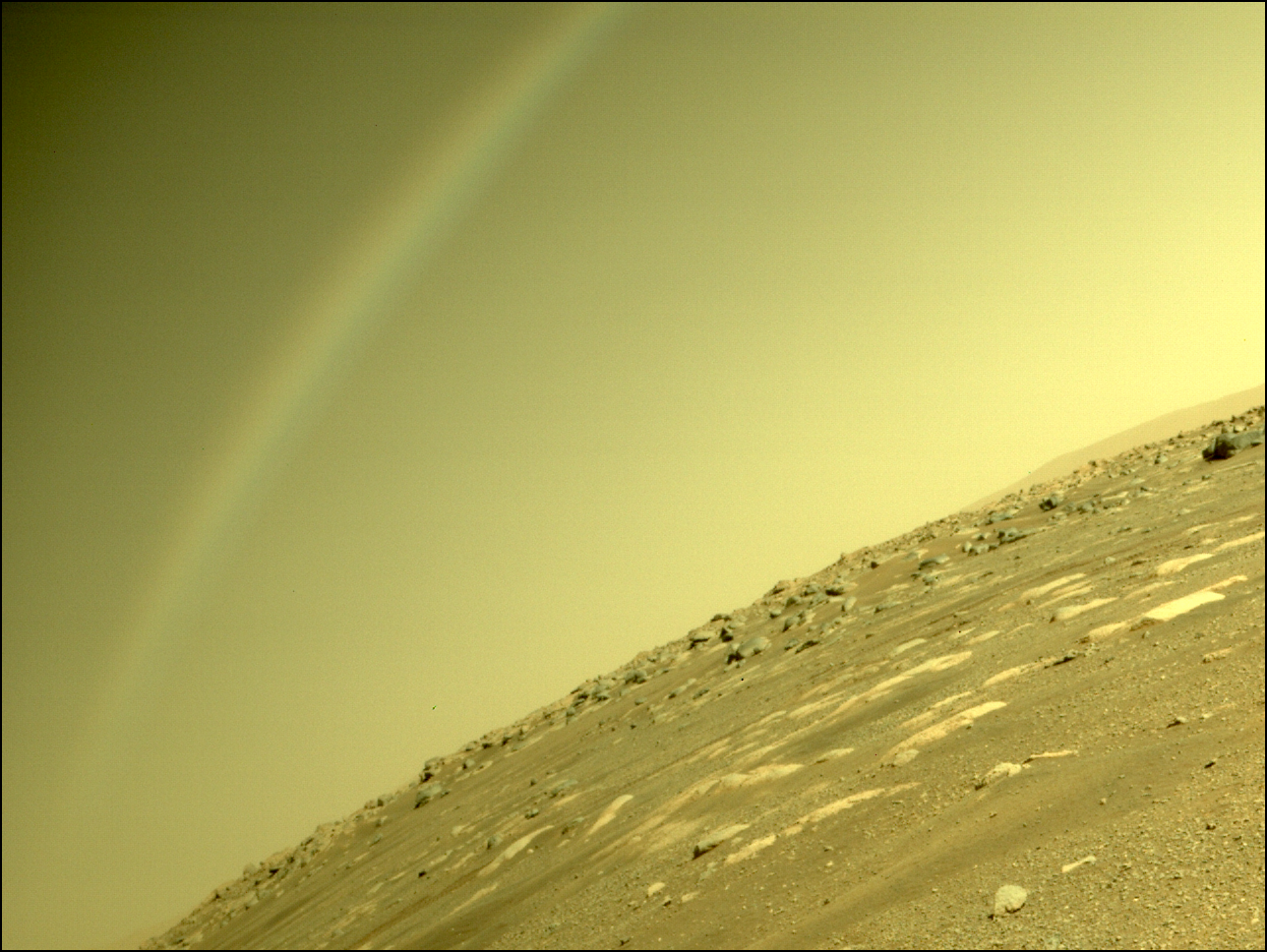
"Duha" na Marsu

NASA také zveřejnila snímek ze sol 43, kde je ukázána duha. Tento snímek se okamžitě stal virálním. NASA na svém twitterovém účtu vysvětlila, co je na obrázku vidět. Nejde o duhu, protože na Marsu nejsou podmínky pro vznik duhy. Jde pouze o odraz na zadní kameře. Přední kamera má speciální kryt proti slunci, zatímco zadní kamery tuto clonu nemají.

### Zvuky
NASA na Mars poslala také mikrofon, který nahrává zvuky z Marsu a odesílá je na Zemi. Všechny zvuky jsou volně dostupné v elektronické databázi.
V databázi je například záznam zvuku laseru, který narušoval skálu na Marsu. Vozítko zaznamenalo i zvuk své jízdy po Marsu, na záznamu je pak slyšet skřípění kol.

## Vývoj vozítka
Vývoj vozítka a přístrojů na něm probíhal v mnoha vědeckých laboratořích po celém světě. Výroba samotného vozítka probíhala v USA. Ještě před výrobou samotného vozítka museli vědci zjistit mnoho informací – například museli spočítat, kde bude těžiště vozítka, aby bylo vyvážené a šance, že se při přistání převrátí na bok, byly minimální. Nakonec se těžiště nachází pouze 0,025 milimetru od spočítaného bodu. Této vyváženosti vědci dosáhli i umísťováním závažíček za kola. Tato závaží celkem váží 6,5 kg.

### Dvojče

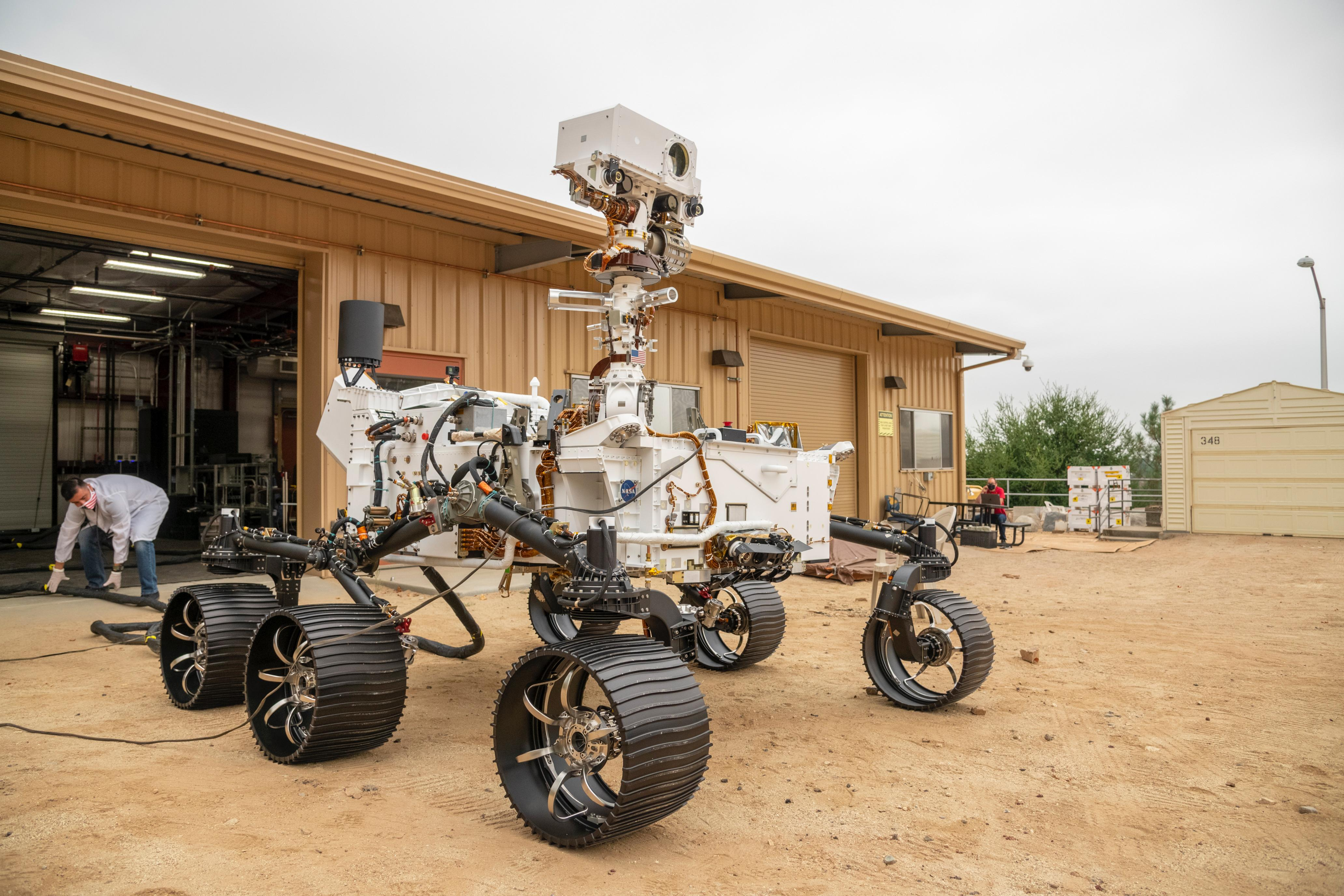
Dvojče roveru Perseverance OPTIMISM

JPL nechala postavit kopii vozítka Perseverance; dvojče vozítka sloužící k testování a řešení problémů, OPTIMISM (Operational Perseverance Twin for Integration of Mechanisms and Instruments Sent to Mars), testovací zařízení systému vozidla (VSTB). Je umístěno na testovací ploše Mars Yard JPL, simulujícím povrch Marsu, a slouží k testování provozních postupů a jako pomůcka při řešení problémů, pokud by se s Perseverance na Marsu nějaké vyskytly.
Mezi prvními provedenými testy proběhla zkouška odběru vzorků (regolitu) a jejich uložení pro další vyzvednutí a dopravu na Zemi. Na rozdíl od Perseverance je OPTIMISM poháněn elektřinou dodávanou kabelem, nikoli malým jaderným generátorem. Zároveň místo ohřívací jednotky namontované na Perseverance disponuje OPTIMISM chladicí jednotkou, která má za úkol udržet v horku rover práceschopný.

### Výběr názvu
Autorem názvu je americký student Alexander Mather, který napsal esej, jež navrhovala název Perseverance, toho času žák 7. ročníku Lake Braddock Secondary School ve městě Burke nedaleko Springfieldu ve státě Virginie.
| „                                       | "Zvědavost. Porozumění. Duch. Příležitost. Pokud o tom přemýšlíš, všechna tato jména minulých marsovských vozítek jsou vlastnosti, které máme my lidé." | “ |
| — Alexander Mather, autor vítězné eseje | |   |

Do soutěže Name the rover bylo celkem zasláno 28 tisíc esejí od žáků všech věkových kategorií od mateřských škol po střední školy. Ze všech těchto esejí bylo 4700 porotci vybráno 155 semifinalistů. V lednu 2020 oznámila NASA posledních 10 finalistů – Perseverance, Clarity, Courage, Endurance, Fortitude, Ingenuity, Promise, Tenacity a Vision. Název Ingenuity byl nakonec vybrán jako název pro marsovskou helikoptéru.
Autor vítězného návrhu dostal cestu do řídícího centra JPL v Pasadeně a mohl se účastnit živého přenosu NASA k přistání na Marsu.

## Doprovodné akce
Součástí mise Mars 2020 bylo i mnoho doprovodných akcí pro veřejnost, například esejistická soutěž pro americké studenty s názvem Name the rover, vzdělávací akce Student Challenge přibližující technologie mise a také projekt Send your name, nabízející zaslání jména uloženého na disku na povrch Marsu. Celkem bylo na paměťové kartě zasláno 10 932 295 jmen, tato jména jsou umístěna na zadní části roveru na plaketě Země a Marsu.

## Vzkazy
Vozítko na Mars přivezlo i několik vzkazů.

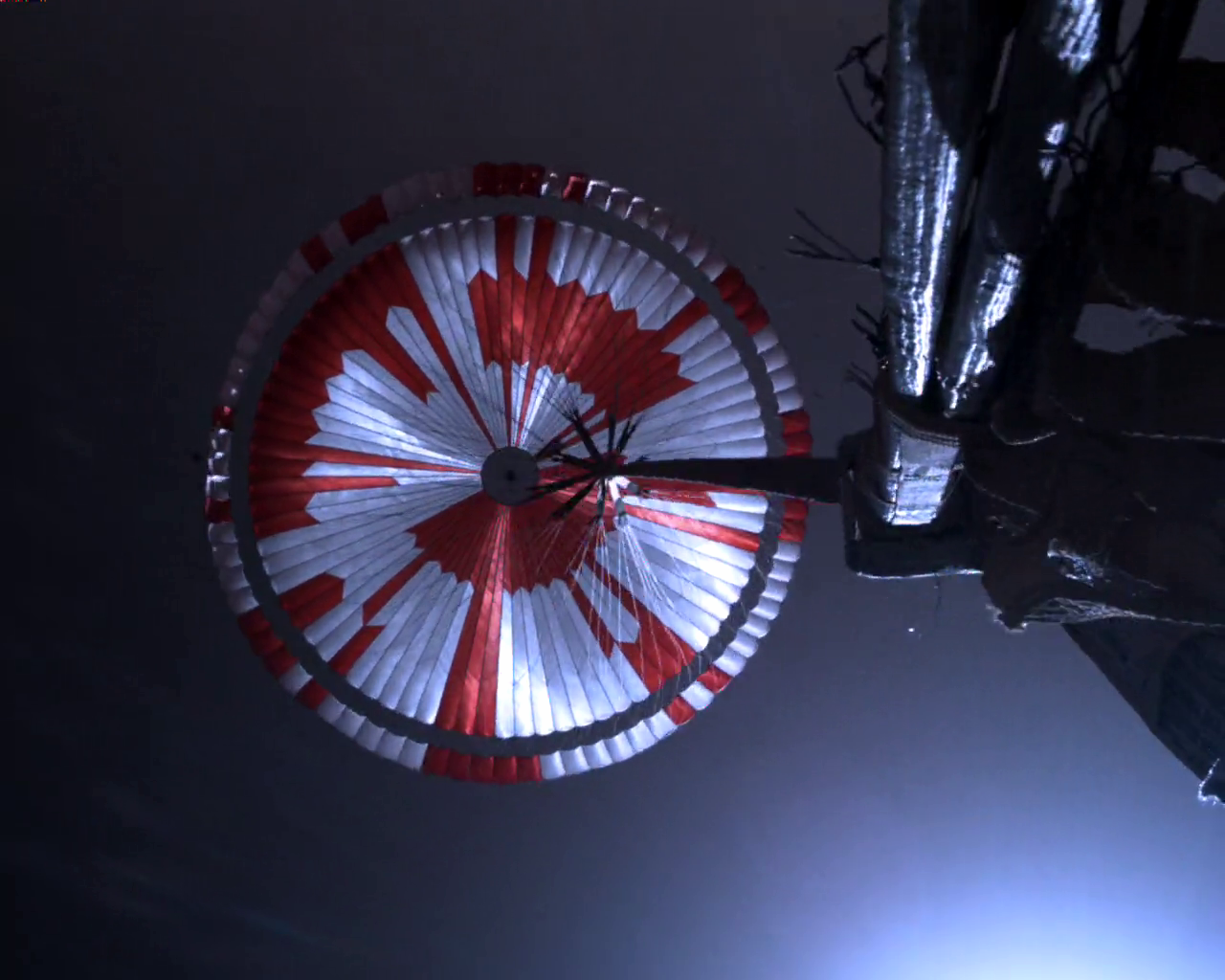
Rozvinutý padák při přistání roveru Perseverance

### Šifra na padáku
Na padáku vozítka Perseverance se nacházel ukrytý vzkaz „Odvažte se k velkým věcem“ (v originále „Dare Mighty Things“) v kódování podle ASCII tabulky znaků. Barevný vzor na padáku má i praktický účel – pomáhal vědcům určit orientaci padáku. Autorem této šifry je inženýr Ian Clark, přičemž měl k dispozici 320 oranžových a bílých dílů látky, z nichž byl padák o průměru 18 metrů vytvořen. Na obvodu padáku se pak nacházely stejným způsobem zašifrované souřadnice GPS sídla JPL v Pasadeně.
To, že je na padáku šifra, bylo naznačeno na tiskové konferenci NASA. Jen několik hodin poté pak fanoušci šifer zveřejnili online řešení, ke kterému dospěli. Jeho správnost nakonec potvrdila i NASA.

### Grafiky

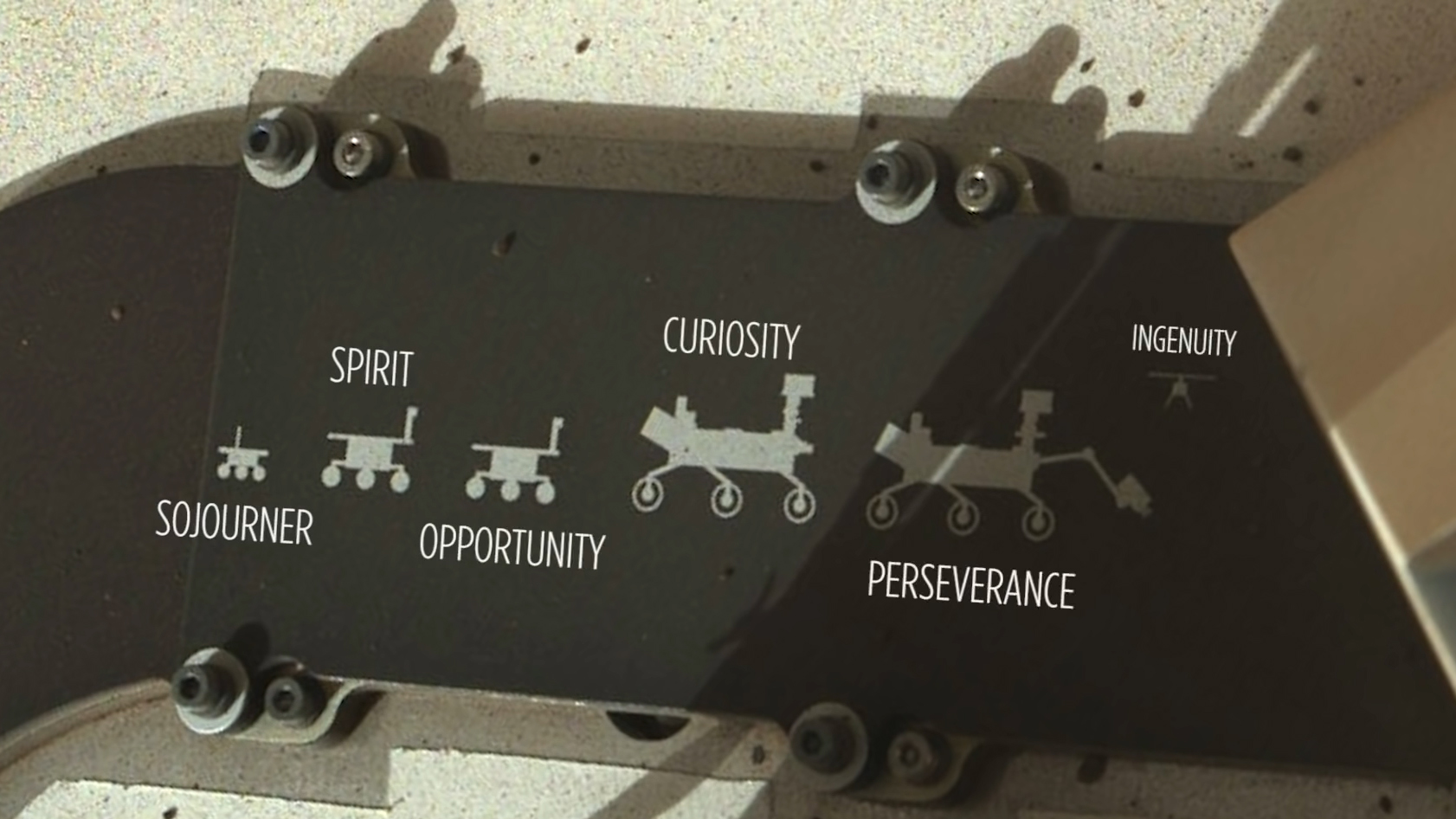
Obrázky roverů NASA na Marsu

#### Vozítka NASA
Na vozítku je umístěna kovová plaketa s nákresy všech dosavadních vozítek NASA na Marsu. Zobrazena jsou vozítka Sojourner, Spirit, Opportunity, Curiosity, Perseverance a vrtulník Ingenuity. Designem je deska podobná grafikam o vývoji automobilů.

#### Aeskulapova hůl
Na vozítku se nachází deska s nákresem Aeskulapovy hole, která má připomínat práci zdravotníků po celém světě. NASA záměr umístit tuto destičku o rozměrech 8×13 centimetrů 16. června 2020, tedy v období nejpřísnějších uzávěr kvůli pandemii koronaviru Covid-19. Na destičce je zpodobněna Aeskulapova hůl s hadem, na jejímž vrcholu stojí Země, z níž odlétá raketa. Štítek je umístěn na levé straně podvozku roveru, mezi předním a zadním kolem.

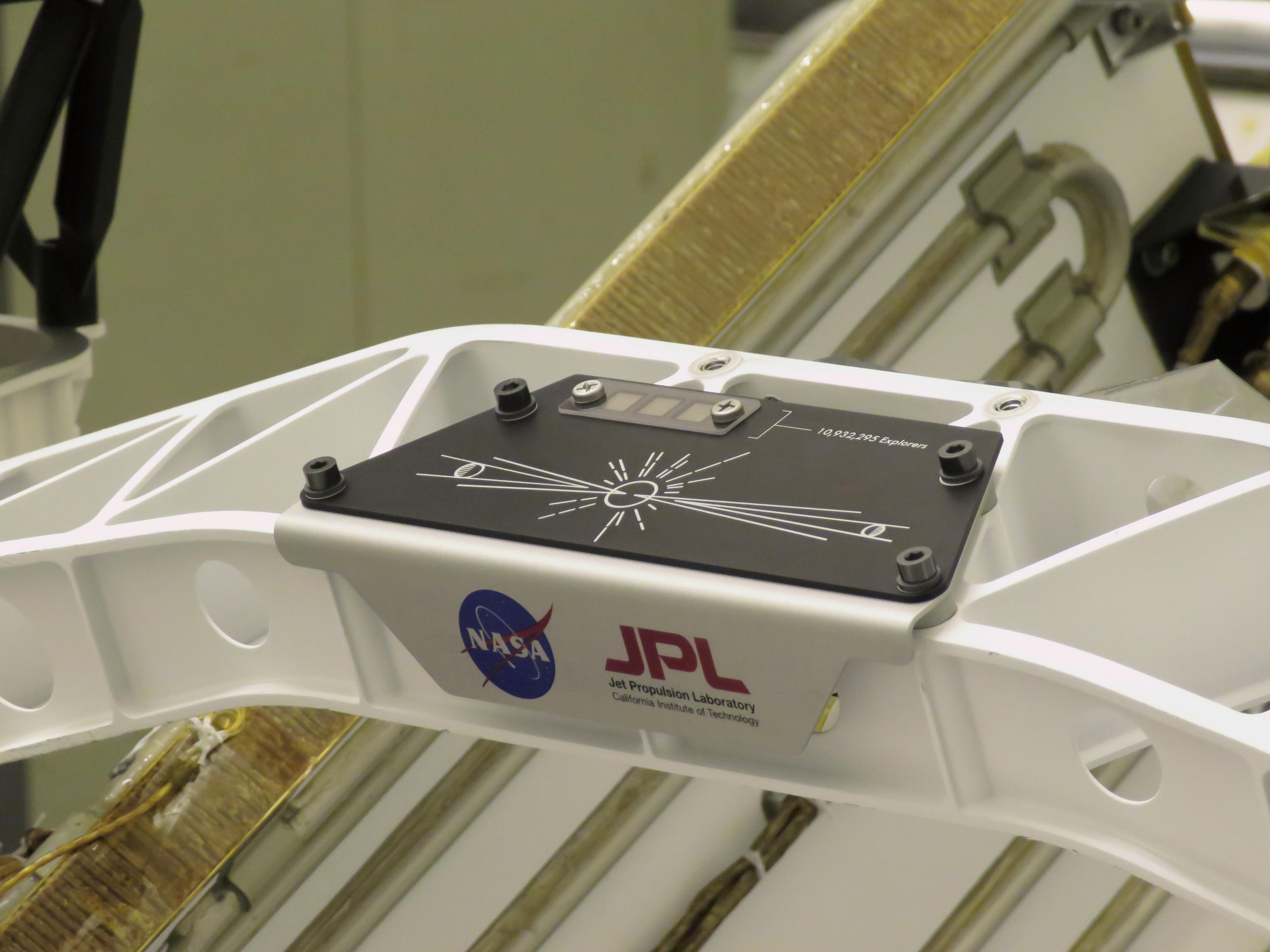
Nákres Země a Marsu se vzkazem v Morseově abecedě

#### Slunce, Země a Mars
Na vozítku se nachází destička s grafikou Slunce, Země a Marsu. Paprsky, které obě planety spojují, pak ukrývají vzkaz v Morseově abecedě „Explore as One“ (volně přeloženo „Jednotný výzkum“). Na této destičce se také nachází paměťové karty s téměř 11 milion jmen zaslanými v rámci kampaně Send Your Name to Mars a také 155 esejí ze soutěže Name the Rover.

#### Evoluce lidstva
Na kalibračním terči kamery MastCamZ se nachází grafika evoluce lidstva. To volně navazuje na plakety umístěné na předchozích roverech NASA na Marsu.

#### Loga
Na vozítku jsou na malých štítcích vyryta loga Perseverance, Mars 2020, JPL, NASA a vlajka Spojených států amerických. Tyto grafiky jsou barevné. Na plaketě s logem Mars 2020 je vyryt také sedmnáctimístný kód PIN (Product Identification Number), alternativa kódu VIN u automobilů. Kód PIN roveru je AONREHMELN1730055.

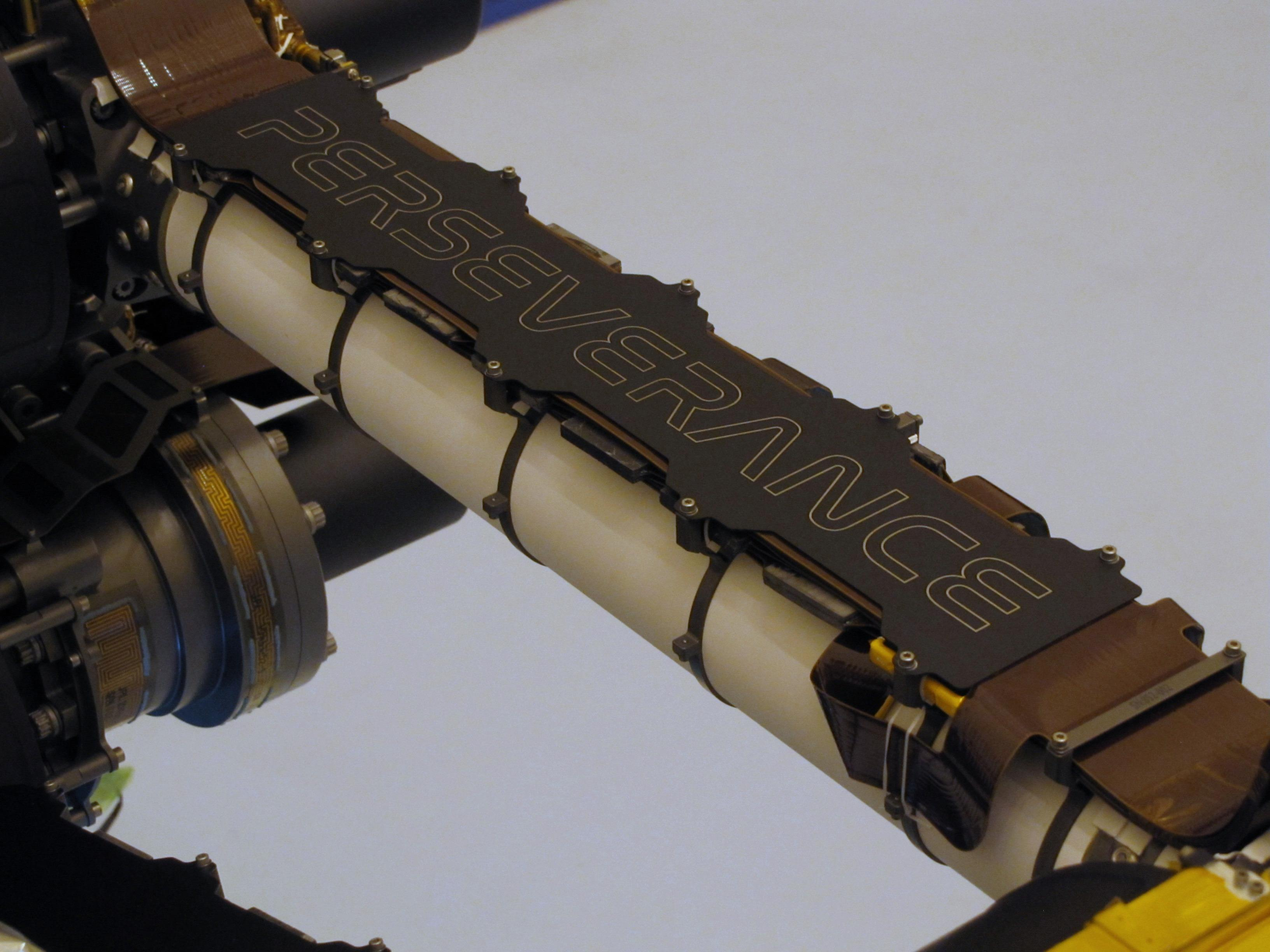
Plaketa s logem Perseverance

#### Adresa Baker Street
Na kalibračním terči, konkrétně vyrytá na polykarbonátu používaném pro výrobu skel přileb, se nachází adresa fiktivního detektiva Sherlocka Holmese, tedy 221b Baker Street. Nachází se zde také jiné materiály určené pro výrobu skafandrů, přičemž má být testována jejich odolnost v prostředí Marsu.

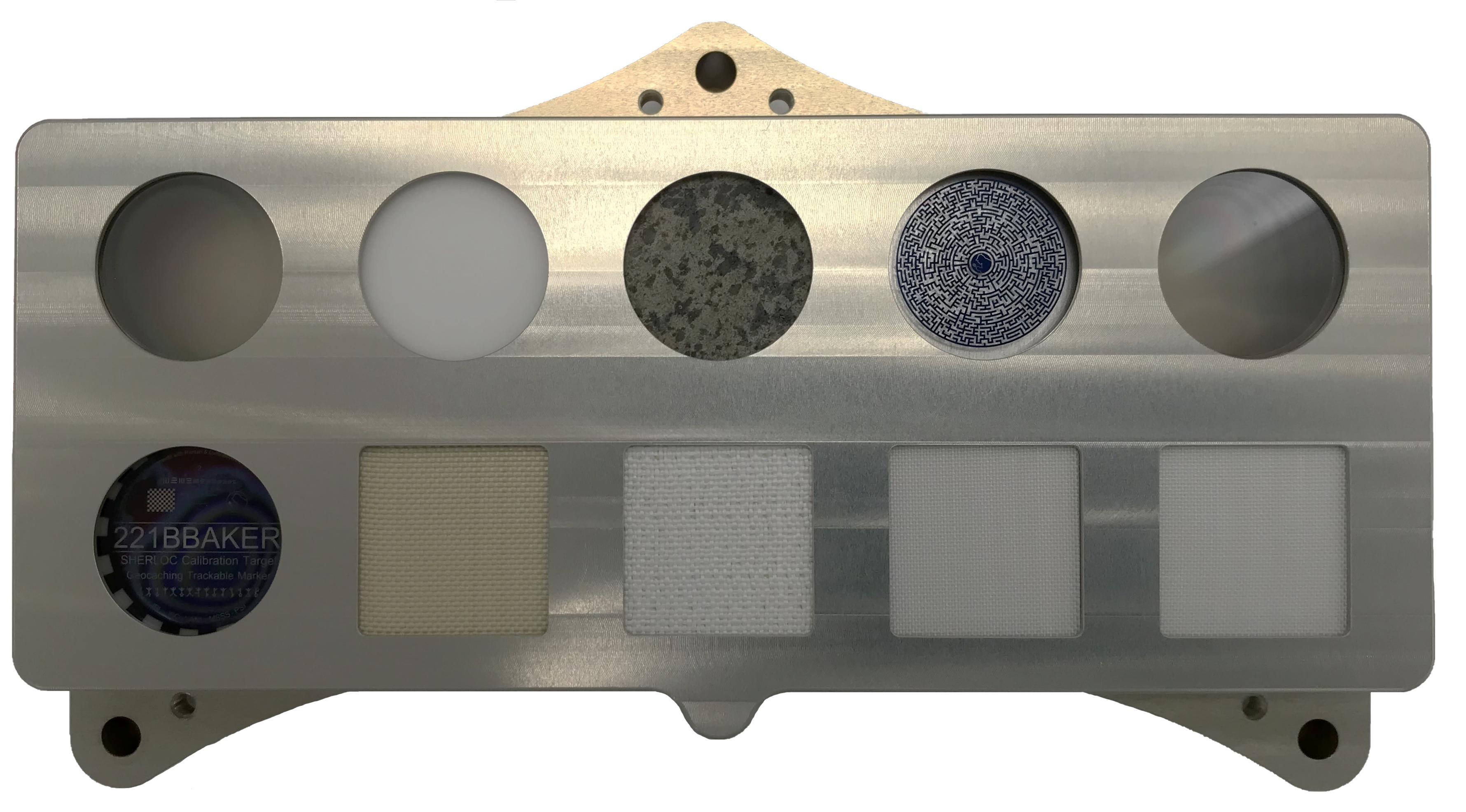
Kalibrační terč SHERLOC

### Trackovací kód pro geocaching
Na kalibračním terči zařízení SHERLOC se nachází sledovací kód pro hru geocaching. Nejedná se tak o klasickou geokeš ale o tzv. trackovatelný předmět. Po geokeši na mezinárodní vesmírné stanici se tak jedná o druhý logovatelný objekt hry geocaching ve vesmíru.
S myšlenkou na umístění geokeše přišel Dr. Marc Fries spolu se svým synem Wyattem, přičemž byli inspirováni právě keší na ISS. Fries tento nápad navrhl vedení mise. Poté, co se k projektu SHERLOC připojil vědec Francis McCubbin, se nápad posunul k realizaci. Geokeš ovšem byla nahrazena trackovatelným kódem, který je na rozdíl od keše možné logovat i bez fyzické návštěvy místa. Kód je vyveden na kousku polykarbonátového skla.

## Náklady
NASA plánuje investovat do projektu během 10 let zhruba 2,8 miliardy USD, z toho 2,2 miliardy USD na vývoj a stavbu hardwaru, 80 milionů USD na vývoj Ingenuity, 243 milionů USD na služby spojené se startem a 291 milionů USD na 2,5 roku provozu roveru.
Po zohlednění inflace je Perseverance šestou nejdražší robotickou planetární misí NASA, i když je levnější než její předchůdce Curiosity. Perseverance využila náhradní hardware a návrhy „build-to-print“ z mise Curiosity, což pomohlo snížit náklady na vývoj a podle zástupce hlavního inženýra mise Mars 2020 Keitha Comeauxe ušetřilo „pravděpodobně desítky milionů, ne-li 100 milionů dolarů“.
Původní odhady se od konečných lišily. V prosinci 2012 John Grunsfeld, administrátor NASA pro výzkum, odhadl náklady na misi na 1,5 miliardy dolarů, což mělo být o 40 % méně než Mars Science Laboratory s náklady 2,5 miliardy dolarů.
V červenci 2014 byl odhad navýšen na 2 miliardy dolarů, kdy 130 milionů z nich měly stát vědecké přístroje. Později v témže roce byl odhad celkových nákladů navýšen o 100 milionů dolarů. 18. července 2016 NASA oznámila, že konečný odhad byl stanoven na 2,1 miliardy dolarů. I přesto náklady tento odhad překonaly.

## V kultuře

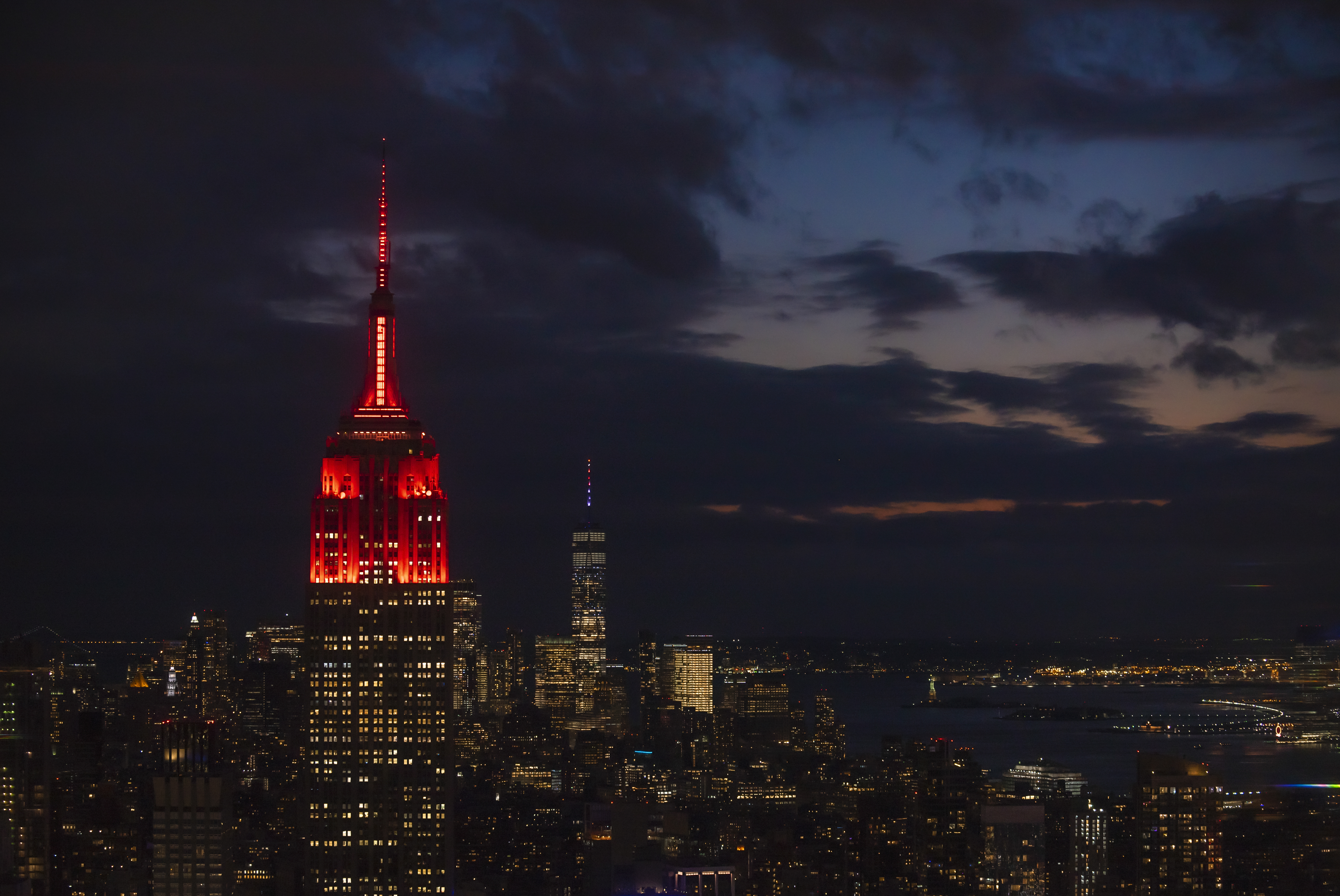
Červeně osvětlený Empire State Building oslavujicí přistání Perseverance na Marsu

V červnu 2023 představila dánská hračkářská společnost LEGO model Perseverance, zařazen byl do řady produktů LEGO Technic. Sada se skládá z 1132 dílků a doporučená cena v USA je 99 dolarů. Součástí sady je i model helikoptéry Ingenuity. Součástí hracího zážitku je i AR aplikace v telefonu. Na vývoji této sady spolupracovali i PR zaměstnanci JPL. V minulosti byl vytvořen také model roveru Curiosity, který ovšem byl menší.
U příležitosti přistání roveru Perseverance na Marsu byl newyorský mrakodrap Empire State Building od večera 16. února 2021 do svítání 17: února 2021 osvětlen červeně. Červená je barvou loga Mars 2020 i pro Mars typická barva. Stejnou barvou byly rozsvíceny i další budovy, například budovy Terminal Tower a Great Lakes Science Center v Clevelandu. Na sociálních sítích pak byly v této době sdíleny fotografie a další příspěvky věnující se přistání roveru označeny hashtagem #CountdownToMars.
O přípravách na misi vznikl dokument National Geographic Built for Mars: The Perseverance Rover (stopáž 1:28 minut) z roku 2021. Režíroval jej Mark Davis, komentář nadaboval Steve French.
Vystavovány jsou také modely roveru Perseverance a vrtulníku Ingenuity. Na podzim roku 2021 bylo zahájeno turné „Roving With Perseverance“ po leteckých a vesmírných muzeích ve Spojených státech amerických. Vystavováno je několik kopií v životní velikosti, a to jak roveru, tak helikoptéry. V Evropě je vystaven model helikoptéry Ingenuity v měřítku 1:1 v muzeu v Bückeburgu, který byl veřejnosti představen 17. února 2021, den před přistáním roveru na Marsu.
NASA vytvořila 3D model Perseverance a Ingenuity, který je k dispozici online.

## Galerie

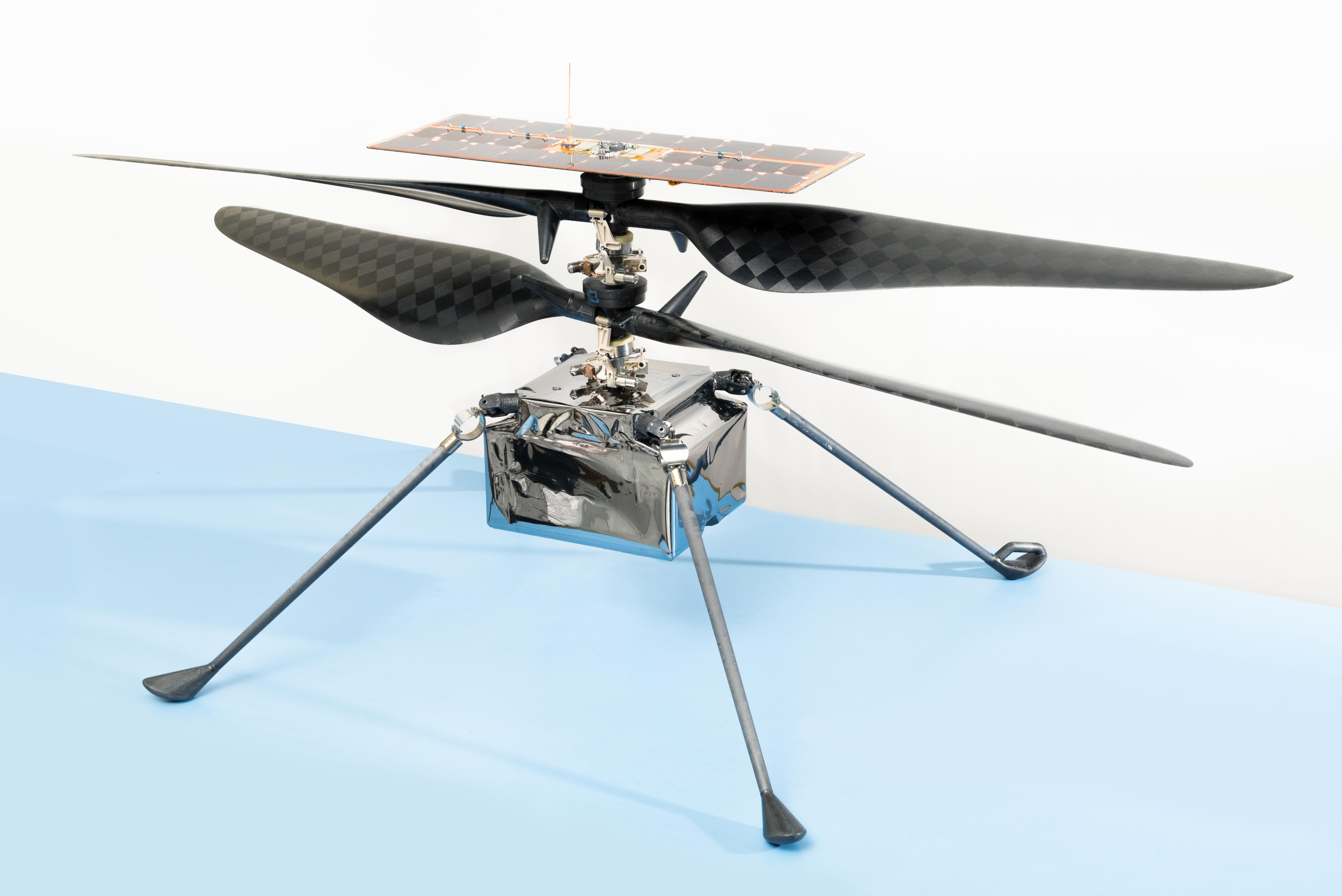
Bezpilotní helikoptéra Ingenuity
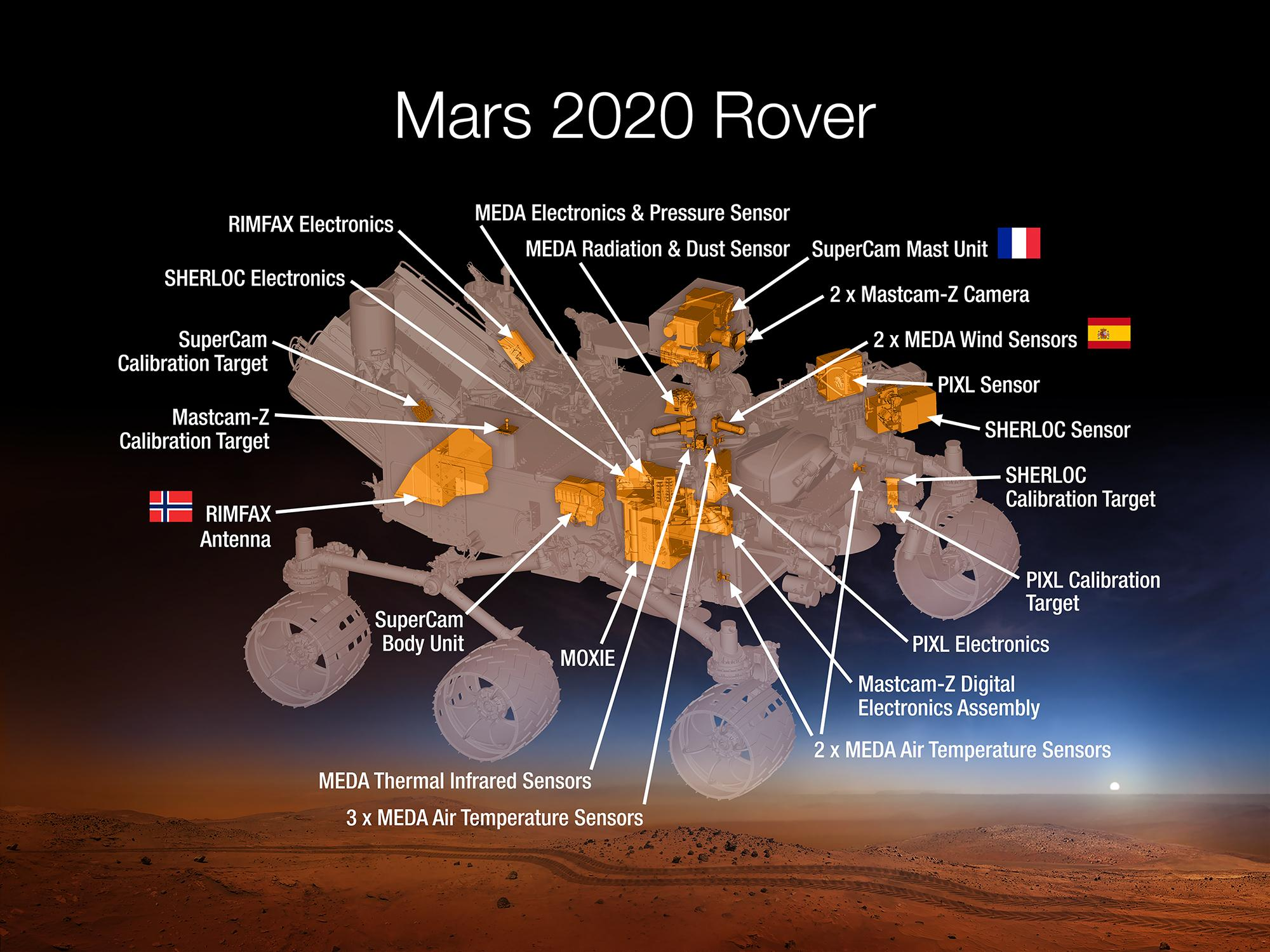
Přístroje na vozítku
- Popis fungování zařízení SuperCam (animace, délka 3:08)
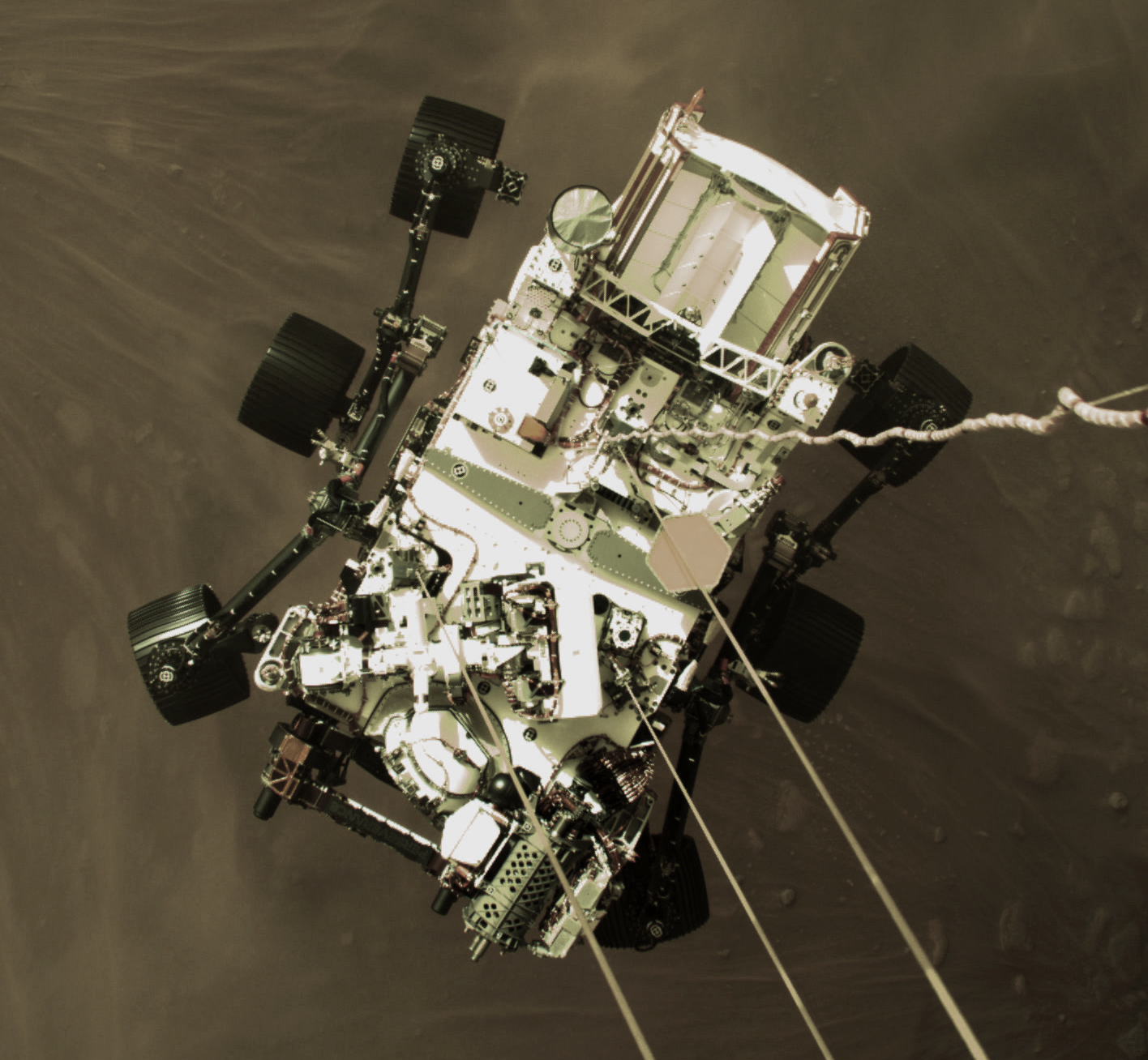
Fotografie z přistání
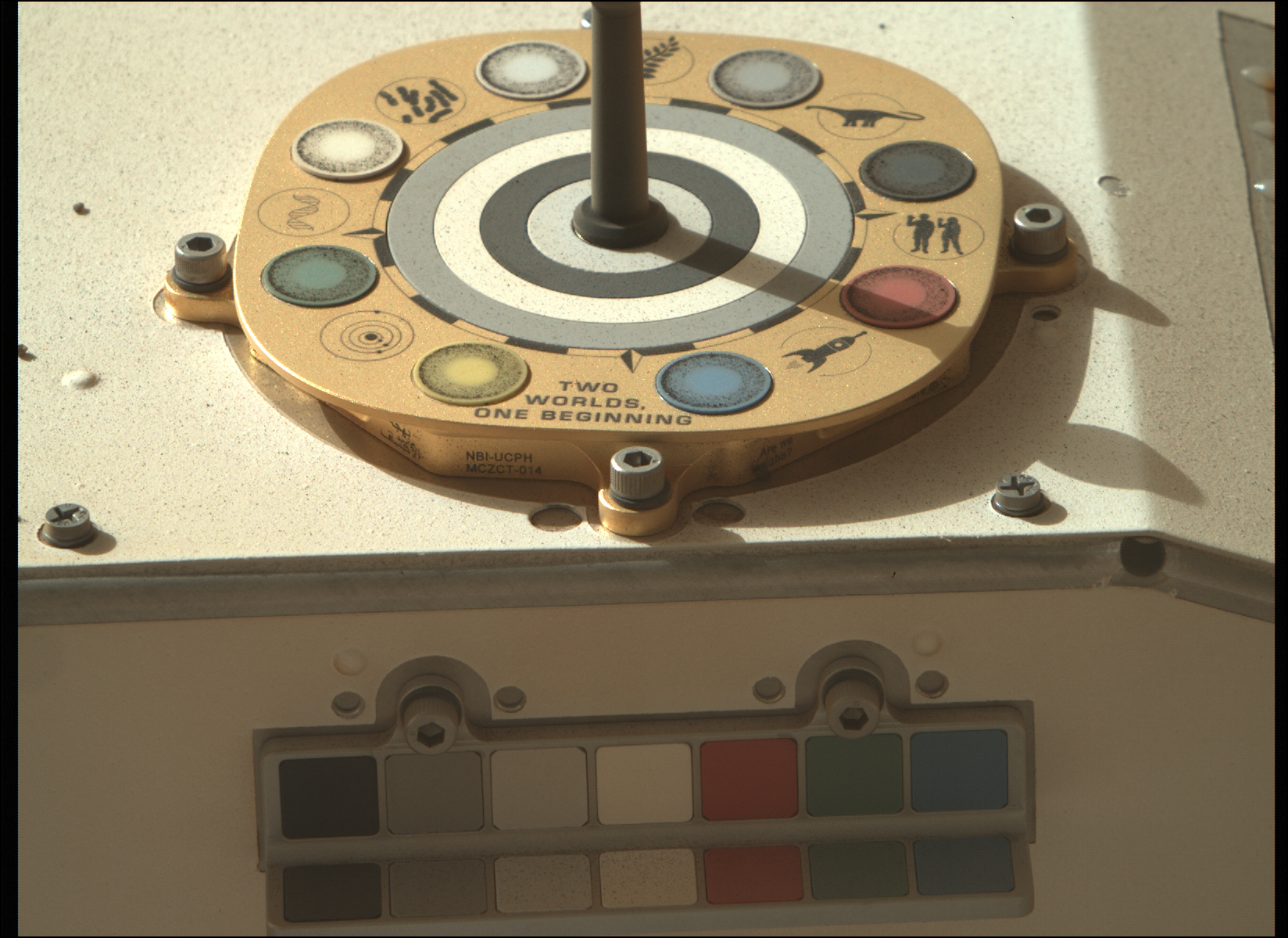
Zařízení MastCamZ s grafikou evoluce lidstva
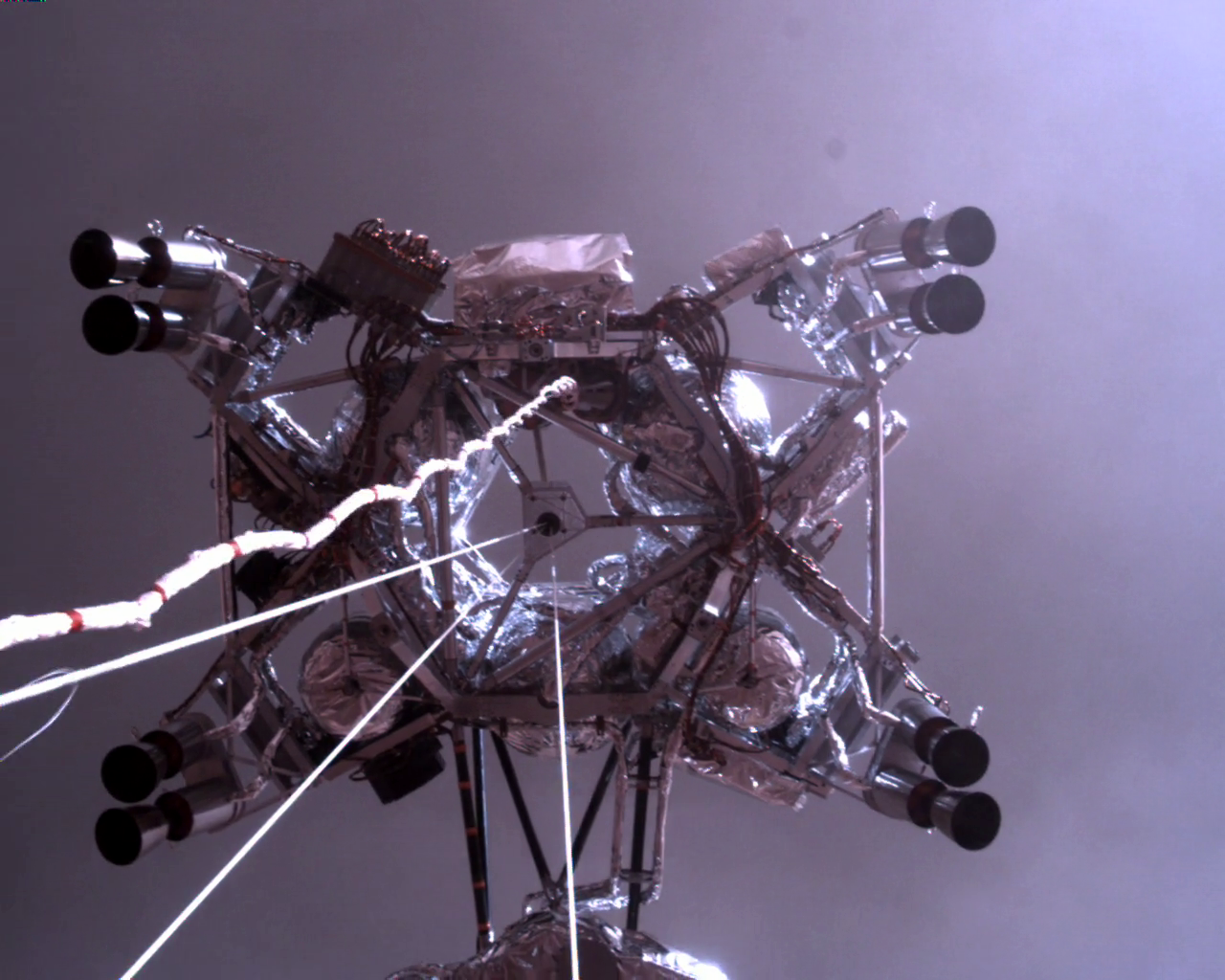
Fotografie z přistání
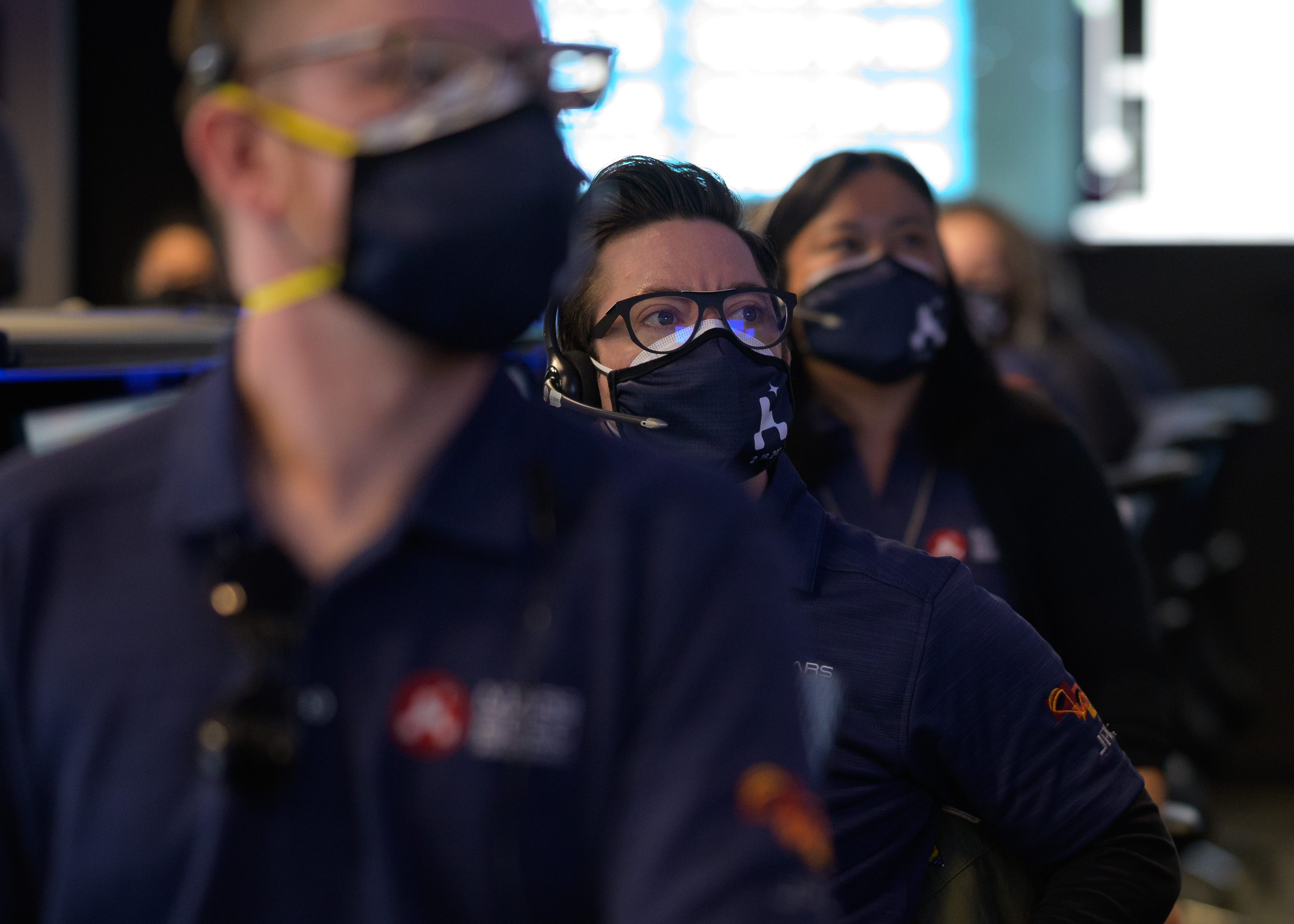
Řídicí centrum mise Mars 2020
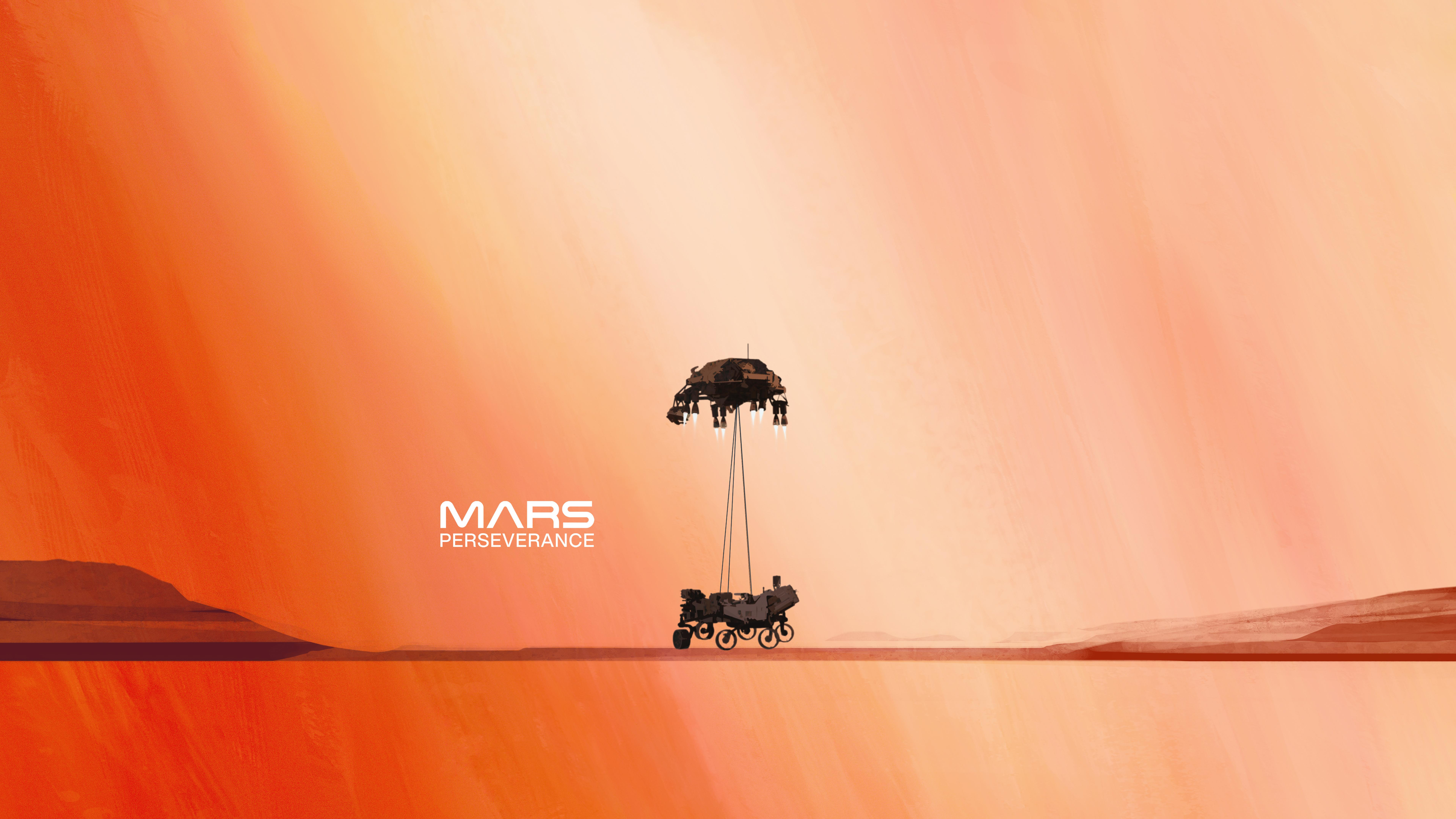
Umělecká vizualizace mise Mars 2020 při přistání na Marsu
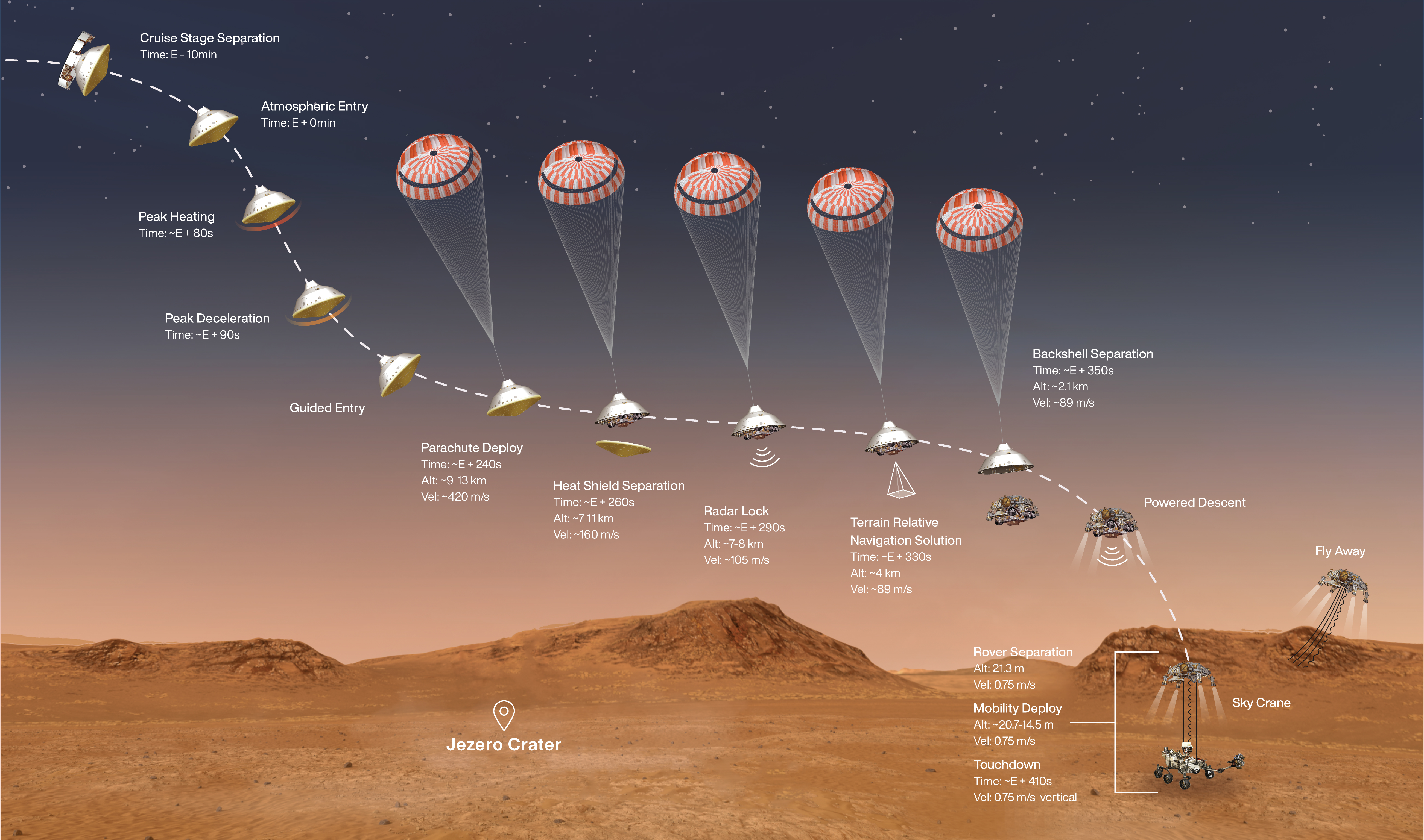
Vizualizace přistání na Marsu
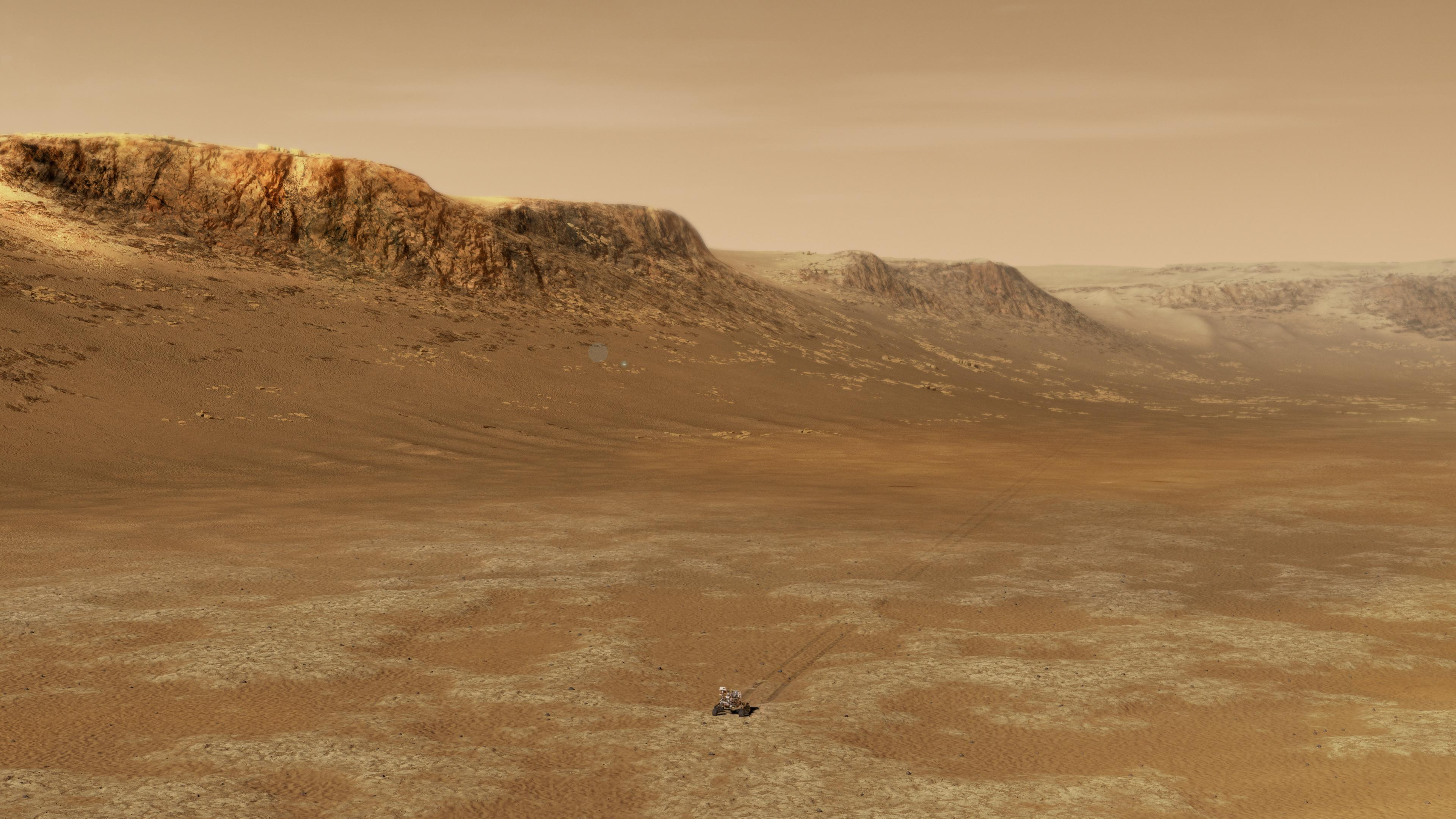
Umělecká představa vozítka Perseverance na Marsu
Umělecká představa vozítka při vstupu do atmosféry Marsu
Kompilace několika snímků z první jízdy po Marsu